# IIe millénaire av. J.-C.
IVe millénaire av. J.-C. | IIIe millénaire av. J.-C. |

IIe millénaire av. J.-C.

| Ier millénaire av. J.-C. | Ier millénaire apr. J.-C.
XXe siècle av. J.-C. |
XIXe siècle av. J.-C. |
XVIIIe siècle av. J.-C. |
XVIIe siècle av. J.-C. |
XVIe siècle av. J.-C. |

XVe siècle av. J.-C. |
XIVe siècle av. J.-C. |
XIIIe siècle av. J.-C. |
XIIe siècle av. J.-C. |
XIe siècle av. J.-C.
Liste de chronologies par périodes |
Liste des siècles

Le IIe millénaire av. J.-C. est une période historique en Égypte, en Mésopotamie, en Anatolie, dans certaines régions voisines du Proche-Orient (dont le Levant), dans la Chine des Shang et en Grèce post-mycénienne, une période protohistorique en Nubie, en Grèce mycénienne, en Crète minoenne et une période préhistorique partout ailleurs dans le monde.

## Événements
- 2200 av. J.-C. : événement climatique de 4200 AP : augmentation soudaine de l'aridité au niveau mondial avec des variations régionales[1].
- 1500 à 1000 av. J.-C. : petit optimum climatique de l'Âge du bronze[2].

### Afrique
- 2050 - 1750 av. J.-C. : culture du Kerma moyen en Haute Nubie[3].
- 2040 - 1710 av. J.-C. : Moyen Empire égyptien. Montouhotep II réunifie le pays, et la capitale est à Thèbes, puis à Itchtaouy, au sud de Memphis. Les pharaons sont ensevelis dans des pyramides proches en bordure du désert. Conquête de la Basse-Nubie[4].
- 2000 - 1500 av. J.-C. : poursuite de l’aridification des zones sahariennes. L'agriculture progresse vers le sud dans toute la zone soudanienne et vers l’est. Elle atteint le Dhar Tichitt en Mauritanie vers 2000 - 1750 av. J.-C., tandis que l’élevage atteint l’Atlantique[5].
- Vers 2000 - 1500 av. J.-C. : traces présumées de métallurgie du cuivre dans la région d'Agadez, dans le Nord de l'actuel Niger (fours, artéfacts de cuivre natif martelé à chaud)[6].
- 2000 - 300 av. J.-C. : développement de la culture de Tichitt dans le Dhar Tichitt, le Dhar Oualata et le Dhar Néma, en Mauritanie sud-centrale. C’est un ensemble de villages fortifiés et construits en pierres sèches habités par des communautés d’agropasteurs néolithiques. On y a trouvé une quantité importante de matériel qui servait à broyer le grain en farine. Culture du mil à chandelle, élevage de bovins, d’ovins et de caprins, pêche aux siluridés et aux perches du Nil des lacs interdunaires, chasse aux grands mammifères, cueillette des fruits et des graminées sauvages[7].
- 1830 - 1595 av. J.-C. : la culture du haricot à œil noir (niébé) est attestée au Ghana central[8].
- 1750 - 1500 av. J.-C.  : culture du Kerma classique en Haute-Nubie[3]. Le royaume est à son apogée et connait un système politique et religieux très complexe. Kerma, la capitale, dépasse les vingt hectares à la fin de la période[9].
- 1740 - 1250/1130 av. J.-C. : la culture du mil à chandelle est attestée dans le complexe culturel Kintampo au Ghana. Avec l’exploitation des espèces végétales qui poussent en bordure de la forêt tropicale, comme le palmier à huile et l’igname, elle permet l’établissement de villages en fournissant des ressources alimentaires stockables pendant la saison sèche[10].

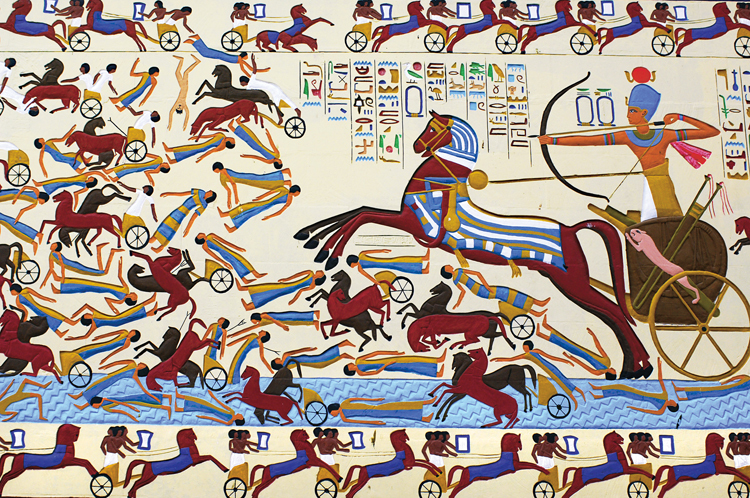
Combats d'Ahmôsis Ier contre les Hyksôs.

- 1710 - 1540 av. J.-C. : Deuxième Période intermédiaire égyptienne. La Basse-Égypte tombe aux mains des Hyksôs, originaires de Canaan[4]. Ils introduisent en Égypte l’arc composite, le cheval et le char de combat.
- 1540 - 1067 av. J.-C. : Nouvel Empire égyptien. Le roi de Thèbes Ahmôsis Ier réunifie le pays. Les souverains sont ensevelis dans des tombeaux creusés dans le roc de la vallée des Rois[4]. Le pouvoir se décentralise. L’administration ne sert plus exclusivement les rois, mais les temples et l’armée gèrent d’importants domaines fonciers à l’aide d’une bureaucratie spécialisée, tandis que les villes égyptiennes attirent des populations venues des différentes région de Méditerranée[11].
- 1500 - 1100 av. J.-C. : culture du Kerma final en Haute-Nubie[3]. Domination égyptienne.
- 1500 av. J.-C. - 500 : deuxième phase de l'expansion bantoue en Afrique subéquatoriale.
- Vers 1450 av. J.-C. : la métallurgie du fer est attestée dans la région des Grands Lacs (sites de Muguba et Rwiyange au Burundi)[12].
- Vers 1200 - 300 av. J.-C. : période caballine dans l’art rupestre du Sahara. Gravures rupestres représentant des équidés domestiques et des chariots[13].
- Vers 1101 av. J.-C. : date traditionnelle de la fondation d'Utique par les Phéniciens[14].

### Amérique
- 2500 - 1200 av. J.-C. : Néolithique récent en Mésoamérique[15].
- Vers 2000 - 1500 av. J.-C. : apparition de groupements villageois exerçant l'horticulture et utilisant une céramique élaborée en Amazonie[16].
- 2000 - 800 av. J.-C. : cultures paléoesquimaudes, de la Sibérie au Groenland (culture de l'Indépendance I et II, culture de Saqqaq, culture de Dorset, culture Pré-dorsétienne, culture de Groswater et culture de Denbigh)[17],[18],[19],[20],[21]. Tradition du petit outillage arctique : microlithes de silex pour couper et sculpter l’os, harpons, sagaies, couteaux et pointes de flèches en pierre. Plus tard, sont introduits des outils en ardoise et en os, la céramique et les lampes au blanc de baleine. Nomades, ces premiers habitants chassent le petit gibier, les oiseaux et pêchent le poisson. Ils utilisent probablement des tentes de peaux.

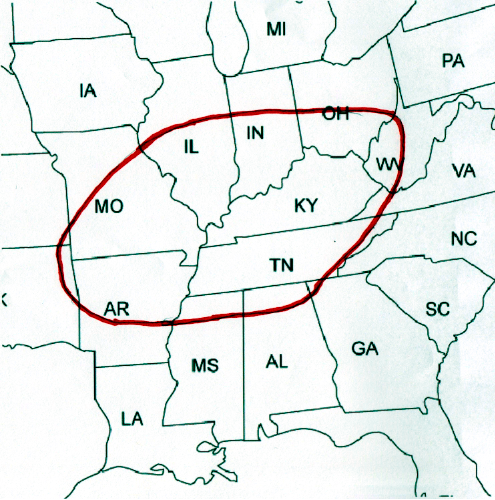
Extension géographique de l’Eastern agricultural complex.

- 1800 av. J.-C. : le site de Riverton, près de Palestine (Illinois), livre des traces de culture de chénopodes, gourdes, sumpweed, tournesols, et probablement de courges et de petite orge (hordeum pusillum)[22]. Les tribus de chasseurs-cueilleurs d’Amérique du Nord commencent à pratiquer l’agriculture. La courge (cucurbita pepo) est la première plante domestiquée reconnue dès 3025 av. J.-C., suivie du tournesol en 2840 av. J.-C., et le sureau des marais (iva annua) vers 2400 av. J.-C. Trois autres plantes à graines sont identifiées comme des cultures potentielles avant notre ère : renouée (Polygonum erectum), petite orge (hordeum pusillum) et maygrass (phalaris caroliniana). Le maïs n'est cultivé qu'en 150 av. J.-C.[23].
- 1800 - 900 av. J.-C. : Néolithique récent au Pérou[24]. Débuts de la céramique à Huaca La Florida (es) (1700 av. J.-C. environ), à Kotosh dans les hautes terres (phase « Wairajirca », 1700 - 1300 av. J.-C.) et dans le piémont amazonien (phases « Tutishcainyo (es) ancien » de l'Ucayali, vers 1800 av. J.-C., et « Cobichaniqui » du Pachitea, 1800 - 1500 av. J.-C.)[25]. Pyramides et temples en terrasses de Las Haldas, sur la côte nord du Pérou (1800 - 1200 av. J.-C.)[26]. Culture intensive du maïs dans les Andes péruviennes.
- 1700 - 1200 av. J.-C. : occupation du site archéologique de El Manatí, dans l’État de Veracruz, au Mexique. Il livre de nombreux dépôts rituels : haches en jadéite, perles de jade et balles de caoutchouc, ainsi que des bustes sculptés en bois remarquablement conservés datés de la dernière phase d’activité rituelle, vers 1400 - 1200 av. J.-C.[27].
- Vers 1500 av. J.-C. : travail du métal à Waywaka, dans la province d'Andahuaylas, au Pérou, où un atelier d'orfèvre et des feuilles d'or ont été découverts[28].
- 1350/1300 - 1100 av. J.-C. : première occupation du site agricole de Cerro Juanaqueña (Chihuahua) dans le Nord du Mexique. Environ cinq cents terrasses couvrent 10 hectares et livrent des centaines de meules en pierre. Le maïs joue un rôle important dans l’économie des quelque 200 habitants qui y vivent[29].

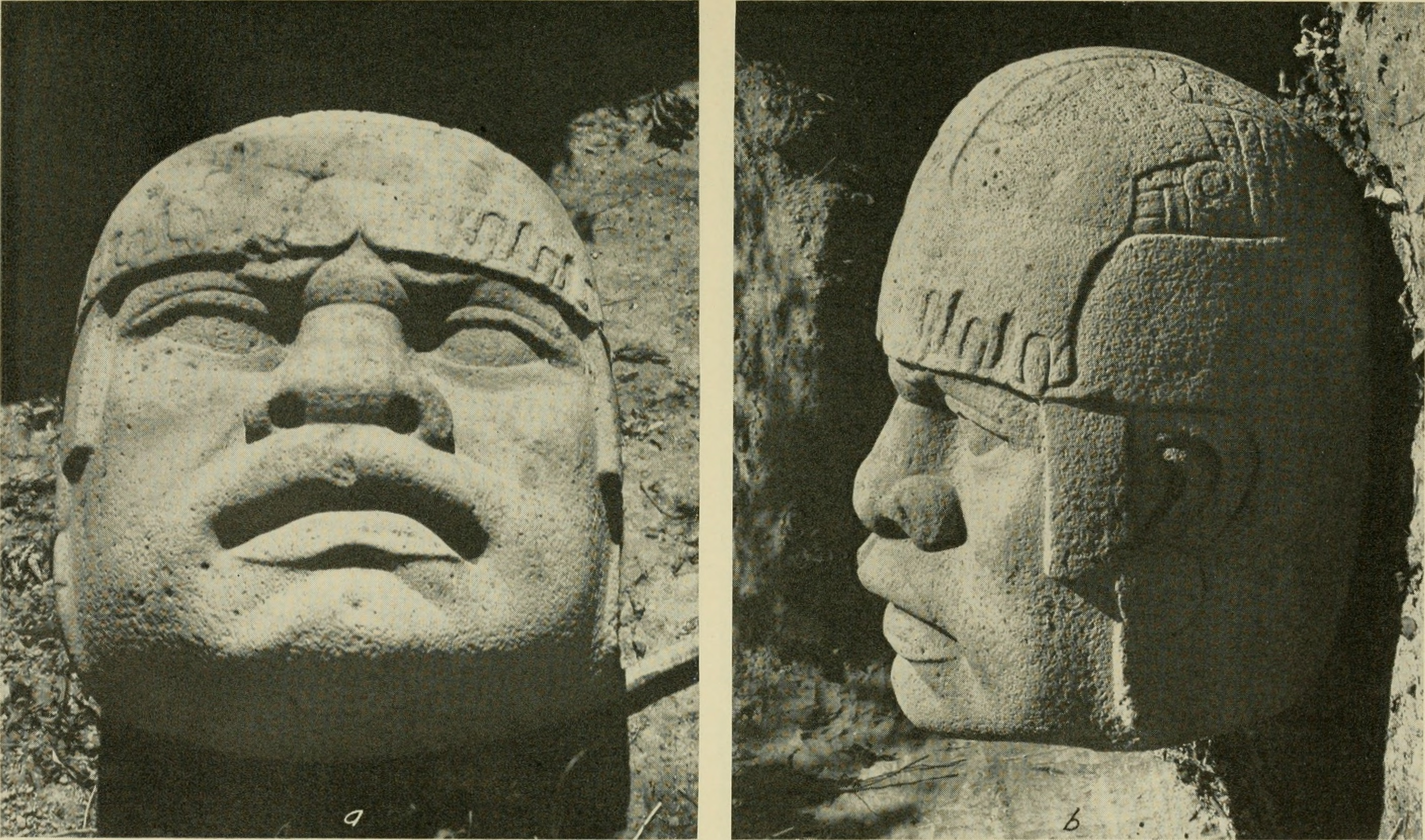
Tête colossale 5 de San Lorenzo.

- 1200 - 300 av. J.-C. : Préclassique mésoaméricain[15]. Civilisation olmèque vers 1150 - 400 av. J.-C. (horizon San Lorenzo vers 1150 - 900 av. J.-C. et horizon La Venta vers 900 - 400 av. J.-C.). Les  Olmèques vivent à l’ouest de la péninsule du Yucatán, dans la jungle tropicale des bassins marécageux, à l’emplacement des actuels États mexicains de Veracruz et Tabasco. Leur influence se propage peu à peu, atteint les plateaux du Mexique, la vallée du Mexique, appelée l’Anahuac, Oaxaca et, vers l’ouest, Guerrero. La stèle de Cascajal, gravée de 62 signes et datée de l’horizon San Lorenzo, porterait la plus ancienne écriture découverte en Amérique.[réf. nécessaire]

### Asie et Pacifique
- 2200-1250 av. J.-C. : culture d’Andronovo de l’est de l’Oural au Ienisseï à l’ouest, à la Margiane et au Tian Shan au sud, rattachée au bronze ancien et à l’ensemble culturo-linguistique des Indo-Européens. Métallurgie, usage du cheval et invention du char léger à deux roues à rayons. Les phases anciennes de la culture d’Andronovo comprennent les cultures de Sintashta et de Petrovka (2200-1700 av. J.-C.) entre l’Oural et le nord du Kazakhstan. Les cultures d’Alakul (2100-1400 av. J.-C.), du Tobol aux environs de l’Ob, et Fyodorovo (1850-1250 av. J.-C.), de l’Irtych au-delà du Ienisseï, appartiennent à son apogée. Plus tard, des cultures apparentées se sont développées au sud 47e parallèle, comme celle de Tazabagyab dans le Khwarezm vers 1500 av. J.-C. et les cultures issues du complexe archéologique bactro-margien[30].

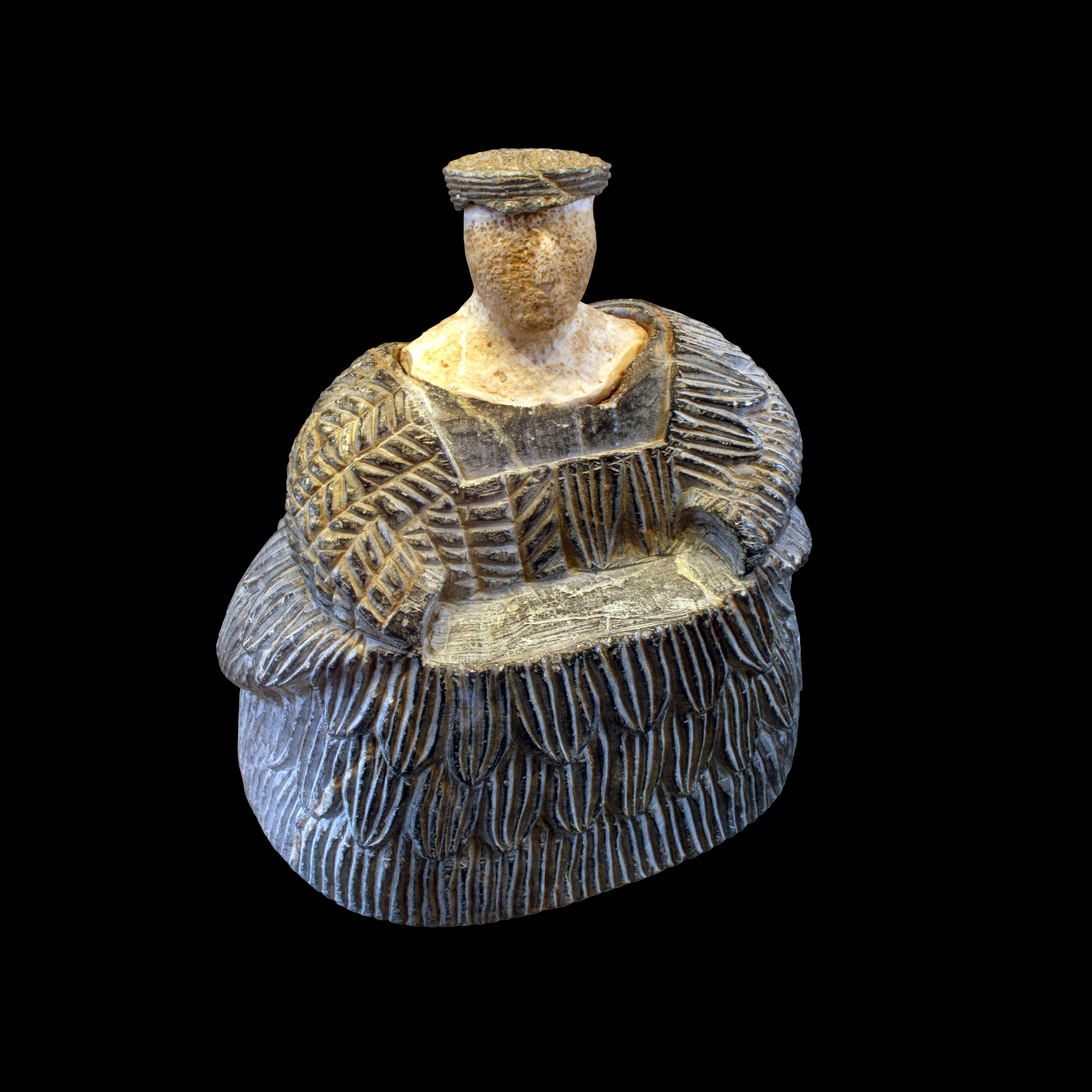
« Princesse de Bactrianne » statuette féminine appartenant à la civilisation de l’Oxus.

- 2200-1700 av. J.-C. : apogée de la civilisation de l’Oxus ou complexe archéologique bactro-margien (BMAC), qui se développe dans les oasis d'Asie centrale au Bronze ancien à partir du delta du Murghab. Vers 1700 av. J.-C., les objets spécifiques du BMAC ne sont plus présent dans la région de l'Oxus mais dans les zones plus à l'ouest et à l'est, notamment au Baloutchistan et au nord-ouest de la vallée de l'Indus[31]. La civilisation de l'Oxus pourrait être indo-iranienne ou indo-aryenne (utilisation du cheval et du char, pratiques funeraires, sanctuaires et structures religieuses, iconographe et mythologie, contact avec les civilisations élamites, mésopotamiennes, anatoliennes, mittaniennes et de l'Indus)[32].

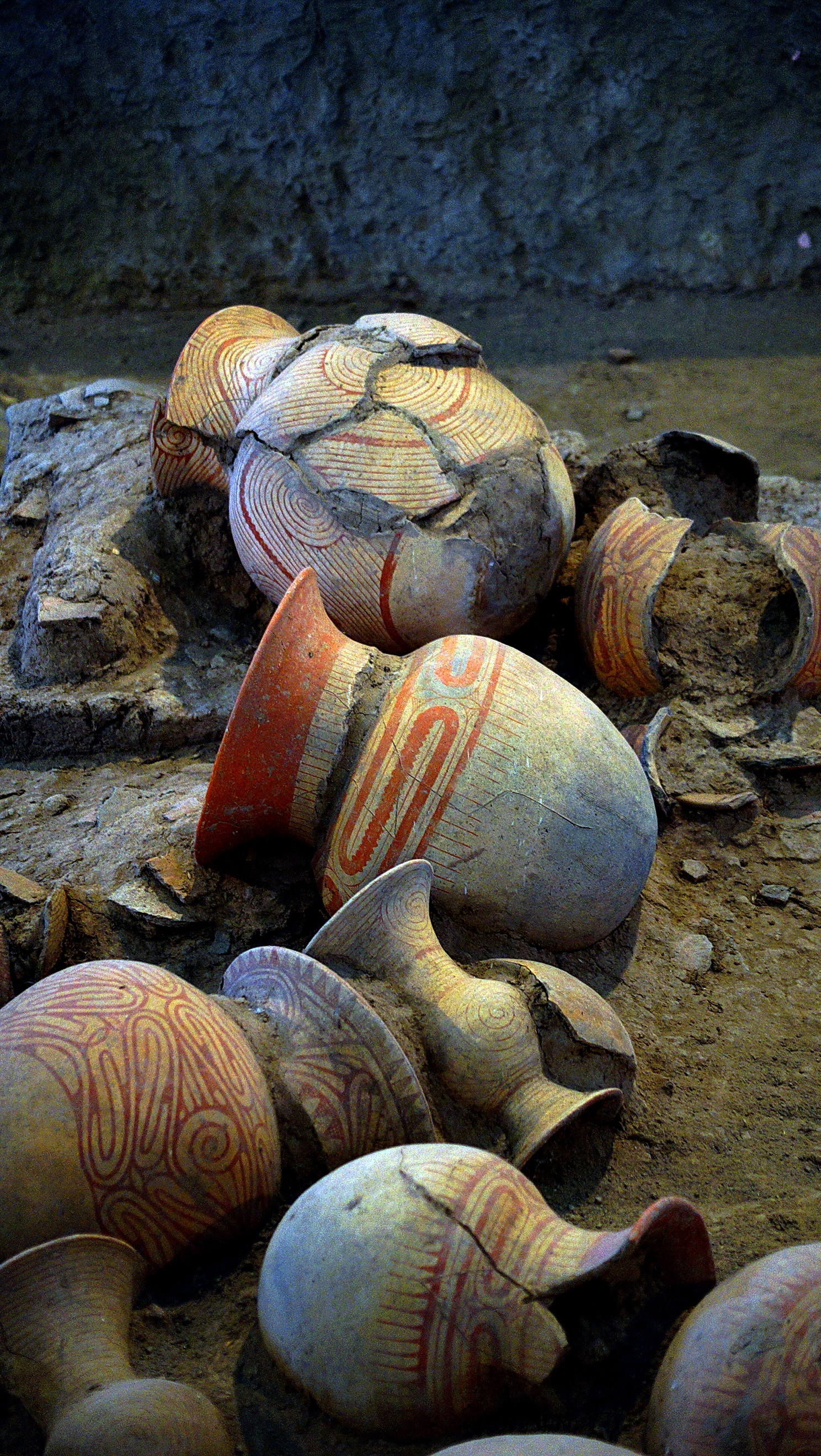
Céramique de Ban Chiang à motif géométrique rouge-sur-crème.

- 2100-900 av. J.-C. : première phase de l’occupation du site de Ban Chiang, en Thaïlande[33].
- IIe millénaire av. J.-C.-VIe siècle apr. J.-C. : âge du métal au Tibet[34]. Mégalithes, tombes et objets animaliers proches de l’art des steppes.
- 2000-1700 av. J.-C. : utilisation du bronze en Thaïlande (sites de Ban Chiang, associé à une céramique noire incisée, et de Non Nok Tha (de))[35].
- Vers 2000 av. J.-C. : métallurgie du bronze  au Viêt Nam du Nord[36] : cultures de Phung Nguyen (en) (2000-1500 av. J.-C.), Dong Dau (en)(1500-1100 av. J.-C.) et Go Mun (en) (1100-700 av. J.-C.)[37].
- Vers 2000-1500 av. J.-C. : premières migrations d'Austronésiens de Taïwan vers les Philippines (site de Dimolit, au nord de Luçon) et de là, vers l'archipel indonésien[38].
- 1800-1700 av. J.-C. : déclin de la civilisation de la vallée de l'Indus. Les grandes cités sont remplacées par de grosses bourgades au rayonnement plus local. Arrivée de populations indo-européennes venues d'Asie centrale (Ârya) dans la vallée de l'Indus[39] : « culture du Cimetière H » à Harappa (1800-300 av. J.-C.), culture de Pirak (1800-800 av. J.-C.), culture funéraire du Gandhara dans la vallée du Swat, le Gandhara et Taxila (1600-100 av. J.-C.), culture des dépôts de cuivre (Copper Hoard Culture (en), 1500-1000 av. J.-C.), culture de la céramique grise peinte (1200-600 av. J.-C.)[40]. Introduction de la culture du riz, du millet et du sorgho, complétant celle des céréales d’hiver, élevage de chevaux, d’ânes et de chameaux (site de Pirak)[41]. L’agriculture pénètre en Inde centrale, associée à une céramique décorée de motifs naturalistes et géométriques (Navdatoli (en), culture du Malwa, 1800-1200 av. J.-C.)[42] ou à une poterie noire et rouge (culture d’Ahar au Rajasthan).
- Vers 1700-1600 av. J.-C. : les monts Altaï sont identifiés comme étant l'origine d'une énigme culturelle qualifiée de « phénomène Seima-Turbino », apparue au cours de l'âge du bronze[43]. Des groupes humains maîtrisant la métallurgie et l'élevage des chevaux migrent rapidement de la région vers différentes régions d'Europe et d'Asie. C'est à Seima, Turbino et Vechnoïé dans l'Altaï mais aussi en d'autres endroits, de la Mongolie jusqu'à la Finlande, qu'ont été découvertes des nécropoles datant de 1500 av. J.-C. environ. Les personnes enterrées sont des guerriers nomades et des artisans du métal, se déplaçant à cheval ou sur des chariots à deux roues. Ils viennent des monts Altaï. Précurseurs des invasions mongoles qui se sont produites bien plus tard, ils ne sont cependant pas assez puissants pour s'attaquer aux sites d'habitation importants de l'âge du bronze.
- 1600-700 av. J.-C. : la culture du Karassouk succède à la culture d’Andronovo entre la mer d’Aral et le Ienisseï[44].
- 1500-500 av. J.-C. : période védique en Inde. Les Ârya, venus de Bactriane, s’installent dans la vallée du Gange et dans tout le nord de l’Inde. Apparition de la société des castes et rédaction des Veda, qui constituent les textes fondateurs de l’hindouisme, vers 1300-1000 av. J.-C.[39]. La pierre et la brique cessent d’être employés en architecture au profit du bois[45].
- Vers 1500 av. J.-C. :
  - premières migrations d’Austronésiens des Philippines vers la Nouvelle-Guinée et l’archipel Bismarck[46]. Les Lapita, qui se déplacent à l’aide de pirogues à balancier, exploitent les ressources marines, pratiquent l'horticulture et introduisent le cochon, le chien et le poulet. Ils fabriquent une poterie incisée à engobe rouge qui les caractérise. Entre 1400 et 1100 av. J.-C. ils s’établissent dans toute la Mélanésie jusqu’aux îles Salomon, en se métissant aux populations papoues, puis s’aventurent vers toutes les îles du pacifique. Entre 1100 et 900 av. J.-C., ils sont présents au Vanuatu, en Nouvelle-Calédonie, aux Fidji, à Futuna et Uvea, sur les îles Tonga et aux Samoa[47].
  - introduction du dingo en Australie, probablement venu d’Asie du Sud-Est[48].
- 1500-400/300 av. J.-C. : période de la céramique Mumun en Corée[49]. Construction d’environ 35 000 dolmens sur toute la période[50].

#### Chine

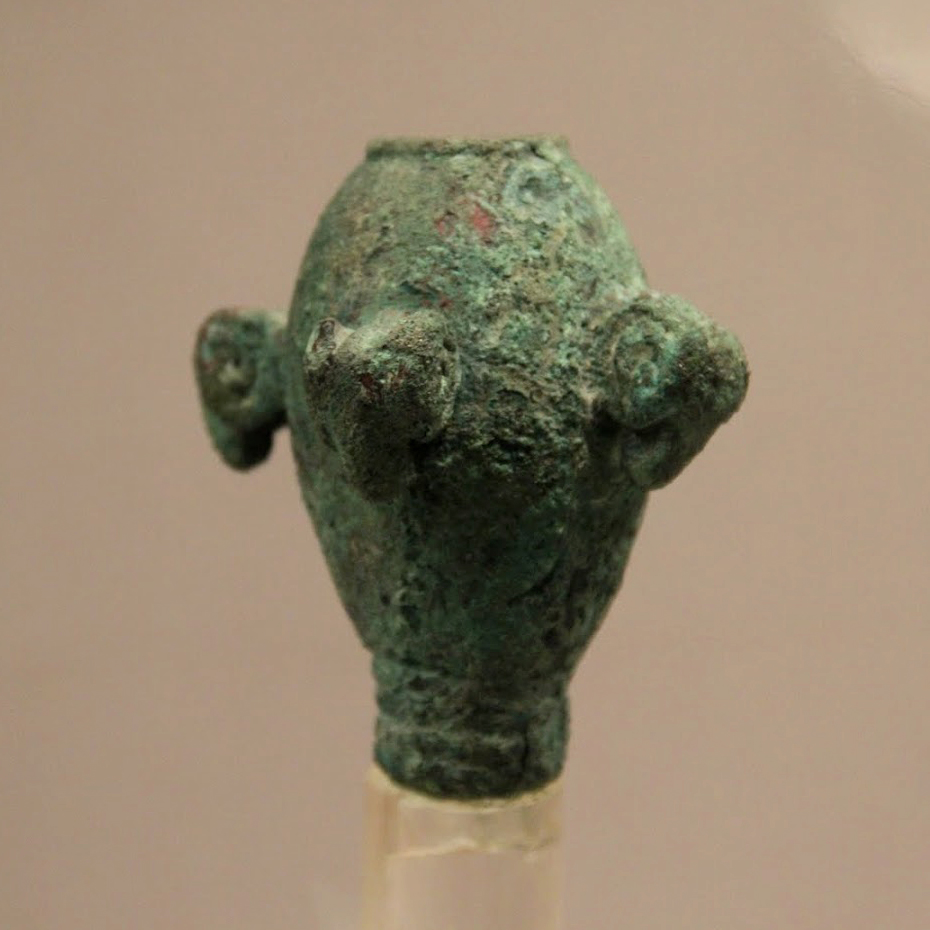
Masse d'arme en bronze décorée de quatre têtes de béliers. Culture de Siba. Musée provincial du Gansu, Lanzhou.

- 2200-1600 av. J.-C. : la culture de Qijia succède à la culture de Majiayao au Gansu, à l’Est du Qinghai et au Sud du Ningxia en Chine. Transition entre le néolithique et l’âge du bronze[34]. La métallurgie du bronze venue d’Asie centrale atteint le Nord de la Chine avec les cultures de Xiajiadian inférieur au Hebei et en Mongolie-Intérieure (2000-1400 av. J.-C.), Zhukaigou dans l’Ordos (2000-1400 av. J.-C.), de Qijia, de Siba dans le corridor du Hexi (1900-1500 av. J.-C.), de Tianshanbeilu dans l’est du Xinjiang (2000-1550 av. J.-C.), caractérisées par l’agropastoralisme et les liens avec la steppe eurasienne (Afanasievo et Okunevo dans le bassin de Minoussinsk, Andronovo et Karassouk, Seima-Turbino)[44]. La société devient fortement hiérarchisée. Vers 1870–1720 av. J.-C.[44], le site de Xinzhai dans le Henan, caractérisé par les vestiges d'un mur d'enceinte en terre damée, apparait comme un intermédiaire entre le Néolithique et la culture d'Erlitou[51].

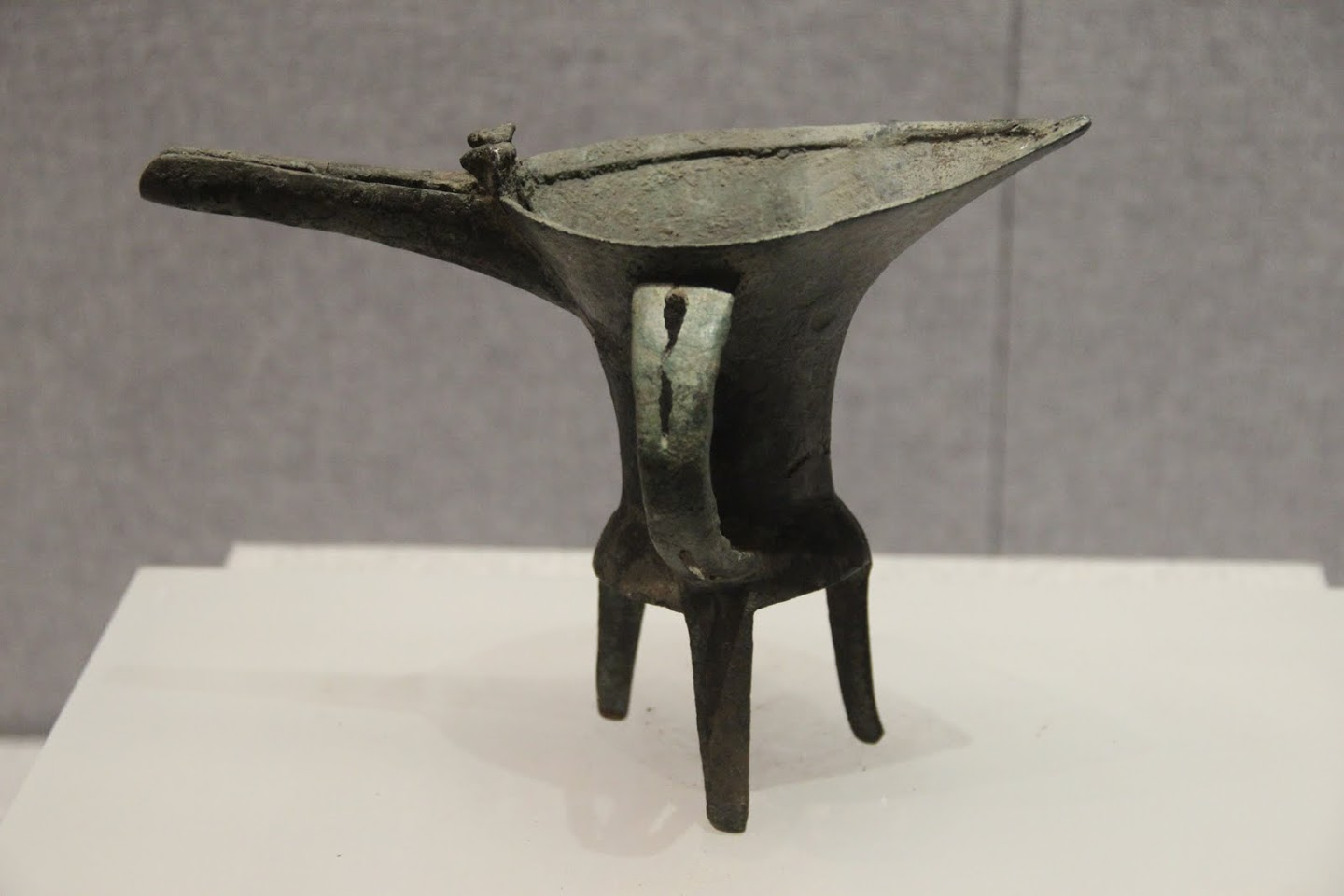
Bronze rituel de type jue utilisé pour le service de l'alcool, site de Xinzheng, culture d'Erlitou.

- Vers 1900-1500 av. J.-C. : culture d'Erlitou. Un premier état territorial se développe dans le Henan du centre et de l'Ouest et le sud du Shanxi : palais, temples, fonte du bronze, os oraculaires[52]. Il va progressivement contrôler les routes menant aux ressources naturelles (sel, cuivre, étain) et serait lié à la dynastie mythique des Xia. L'absence de murailles et l'utilisation de vaisselle rituelle en bronze par les élites caractérise les cités des premières dynasties chinoises[53].

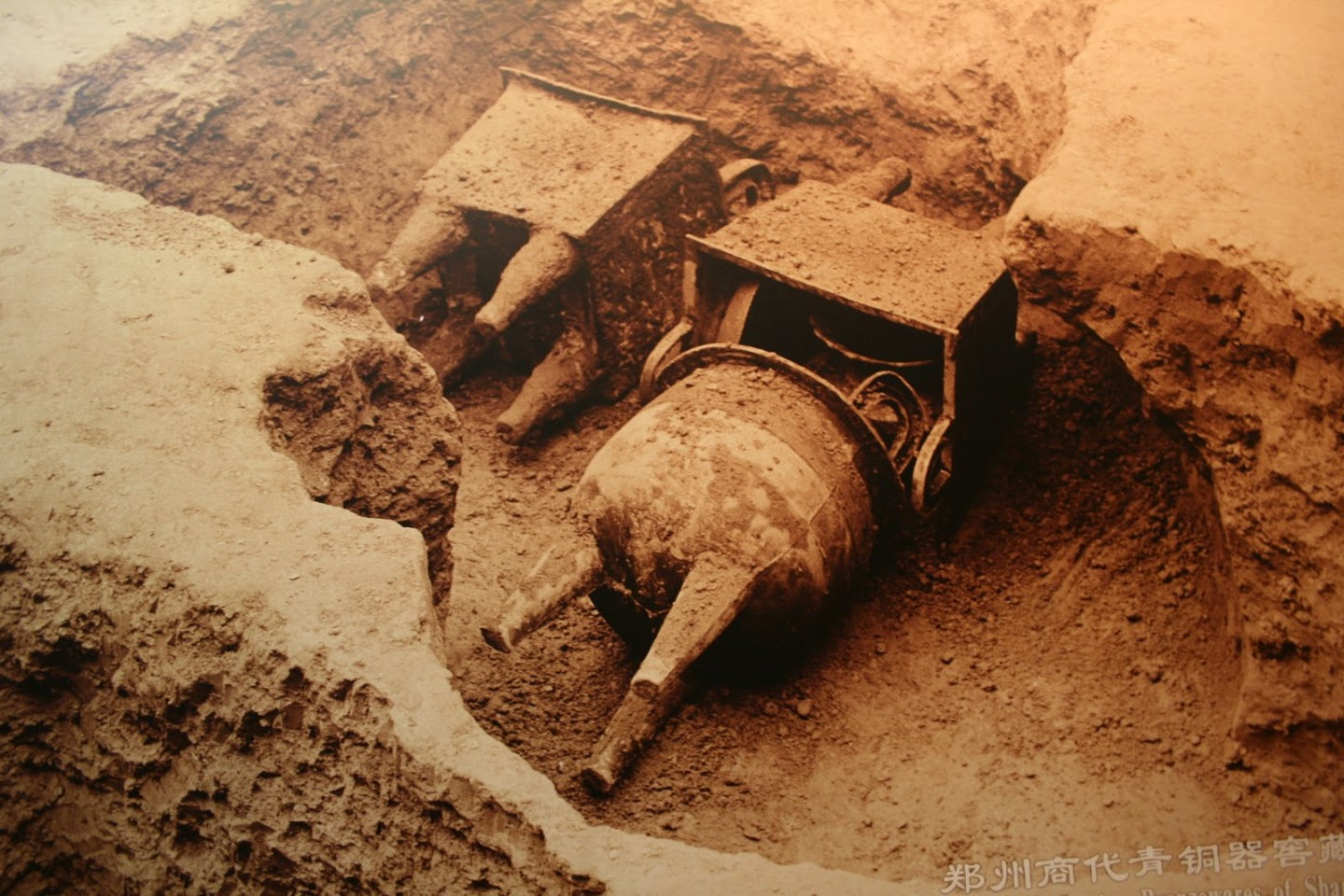
Vases rituels de bronze du site de Zhengzhou. Culture d'Erligang, Musée provincial du Henan.

- Vers 1600-1300 av. J.-C. : culture d'Erligang dans la plaine centrale et dans la vallée du Moyen Yangtsé en Chine[54]. Les sites principaux de Zhengzhou et de Yanshi sont entourés de murs d’enceinte importants ; la vaisselle rituelle en bronze héritée de Erlitou se différencie et ces formes se complexifient, avec l’apparition de décors. La ville fortifiée de Panlongcheng, dans le Hubei, situé à 500 km au nord dans une région riche en gisement de cuivre, est associé à la culture d'Erligang et pourrait être un établissement éloigné de la dynastie Shang[53].
- 1570-1045 av. J.-C. : dynastie Shang en Chine selon l'historiographie chinoise[55]. La culture de Xiaqiyuan, dans le Sud du Hebei et dans le Nord du Henan, influencée par celle d'Erlitou, en serait à l'origine[53].

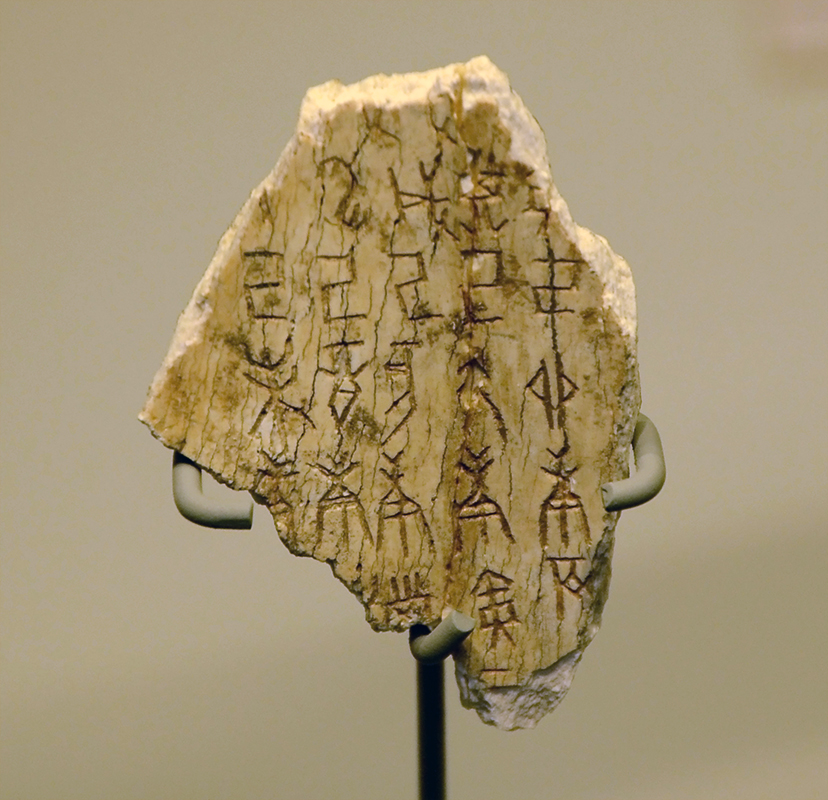
Fragment d'os divinatoire (os de bovidé), Anyang, Dynastie Shang, 1200 Musée de Mariemont.

- Vers 1300-1046 av. J.-C. : les rois de la dynastie Shang installent leur capitale, Yin, près d’Anyang[56]. Les enceintes disparaissent et la fonction cultuelle et cérémonielle des villes l’emporte sur l’aspect guerrier. Les imposantes tombes royales Shang, en forme de fosses cruciformes renfermant des chars livrent des objets en bronze, en ivoire et en jade, ainsi que les restes des corps de plusieurs dizaines de morts d’accompagnement, ce qui témoigne de la puissance des rois Shang. On a découvert à Anyang les premières inscriptions chinoises sur des carapaces de tortue où des os oraculaires (Jiaguwen) qui font état des pratiques divinatoires, qui avec la production de bronze sont le fondement du pouvoir des rois Shang[53].

### Proche-Orient
- 2004-1595 av. J.-C. : période paléo-babylonienne ou période amorrite en Mésopotamie[57]. Période d'Isin-Larsa (2017-1763 av. J.-C.) et Première dynastie de Babylone (1894-1595 av. J.-C.)[58]. Les Babyloniens imaginent de nombreux problèmes mathématiques afin de s’instruire et s’amuser. C'est le début de l’algèbre. Les tablettes Plimpton 322, vers 1800 av. J.-C., et YBC 7289, vers 1700 av. J.-C., sont les spécimens les plus connus de ces mathématiques mésopotamiennes[59]. À l’héritage sumérien (les quatre opérations, le calcul des racines carrée et cubique, de la surface du rectangle, du cercle et de certains volumes), s’ajoute au début du IIe millénaire, d’après les tablettes retrouvées dans le petit centre de Tell Harmal/Shaduppum, la connaissance du nombre π, le calcul de la surface du trapèze, le volume de la pyramide ou du tronc de cône. Le système numérique en usage est à la fois décimal et sexagésimal ; s’il ignore le zéro, il connaît les fractions.
- 2000-1800 av. J.-C. : un groupe de populations nomades sémites, originaires de Mésopotamie, peut-être amorrites, s’installe dans le Nord de la Syrie et de Canaan. Les rois du Moyen Empire de l'Égypte mène des incursions militaires en Canaan. La présence de peuples sémites est attestée  en Égypte[60]. Dans la première partie du millénaire, un premier groupe de populations sémites, ancêtre des peuples juifs, originaires de Mésopotamie (Abraham, originaire d’Ur, selon la Torah), s’installent à Canaan. Aux XIVe et XIIIe siècles av. J.-C., ce premier groupe est exilé vers l’Égypte, où va naître le judaïsme, révélé par Moïse, en tant que première religion monothéiste. Vers la fin du XIIIe siècle av. J.-C., le premier groupe de Sémites fusionne avec un second groupe venu plus récemment de Harran en  Haute-Mésopotamie, qui adopte aussi le judaïsme comme religion révélée, et ils s’installent en Judée-Samarie, l’actuelle Cisjordanie, une région peu peuplée, à partir de laquelle ils vont rayonner et s’allier à d’autres peuplades sémites de Galilée et de Transjordanie[61].
- 1800-1200 av. J.-C. : âge du bronze récent en Anatolie. Civilisations des Hittites et des Hourrites[62].
- 1800-1600 av. J.-C. : réurbanisation à grande échelle à Ebla et à Hazor[60].
- 1600-1200 av. J.-C. : liens commerciaux entre l’Égypte, la Syrie-Canaan, la Mésopotamie et les Égéens. La langue akkadienne domine le Proche-Orient. Les archives d’Amarna décrivent les relations diplomatiques entre l’Égypte et ses vassaux de Syrie et de Canaan, Chypre (Alashiya), l’Anatolie (Hittites), le Mittani et la Mésopotamie[60].
- 1595-1157 av. J.-C. : dynastie kassite de Babylone[62]. Début de la période dite « médio-babylonienne » (1595 av. J.-C.-fin du IIe millénaire).
- Vers 1500-1200 av. J.-C. : invasions irano-aryennes (Aryens) sur le plateau iranien[63].
- 1500–800 av. J.-C. : culture de Lchashen-Tsitelgori dans le Caucase (Bronze récent) ; sépultures à char du cimetière de Lchashen, en Arménie[64].
- 1450-1200 av. J.-C. : apogée et déclin d’Ougarit[60].
- 1232 av. J.-C. : selon la Bible, les Hébreux, sous la conduite de Josué, arrivent sur les bords du Jourdain. Ils se heurtent aux Édomites, Moabites et Amorrites avant d'occuper la quasi-totalité du pays de Canaan[65].
- 1200-1180 av. J.-C. : « effondrement de l'âge du bronze récent »[66] ; l’invasion des peuples de la mer et l’arrivée des Araméens bouleverse l’équilibre politique de la région, qui passe de l’âge du bronze à l’âge du fer (1200-1000 av. J.-C.)[60]. L’empire Hittite disparait, Ougarit est détruite, l’Égypte abandonne  sa domination sur Canaan où s’installent de nouveaux émigrants comme les Philistins vers 1175 av. J.-C.[65], les Tjekers à Dor, les Shardanes dans la région de la plaine d’Akko, les Israélites dans les collines et dans le nord d’Israel et les Araméens dans la Syrie du Nord. Une mosaïque de royaumes « néo-hittites » s’organise dans le courant du XIe siècle av. J.-C. du flanc nord du Taurus à l’Oronte. L’Assyrie de Tiglath-Phalazar Ier (1115-1077 av. J.-C.) apparaît comme une nouvelle puissance politique et militaire dans la région, mais le raid effectué par les Assyriens vers la côte nord de la Méditerranée s’avère sans lendemain en raison des raids araméens sur les frontières ouest de l’empire assyrien ; même si les Assyriens reçoivent le tribut des cités phéniciennes septentrionales (Arwad, Byblos, Sidon), Tyr n’est pas concernée. Cette nouvelle puissance ne revient sur les côtes phéniciennes en force que vers le IXe siècle av. J.-C. Le vide laissé par le déclin des grands empires vers la fin du millénaire en Syrie-Palestine a permis l’émergence des petits États de Phénicie et leur suprématie maritime sur la région méditerranéenne. Pendant l’âge du fer, Tyr devient la cité phénicienne prééminente.

### Europe

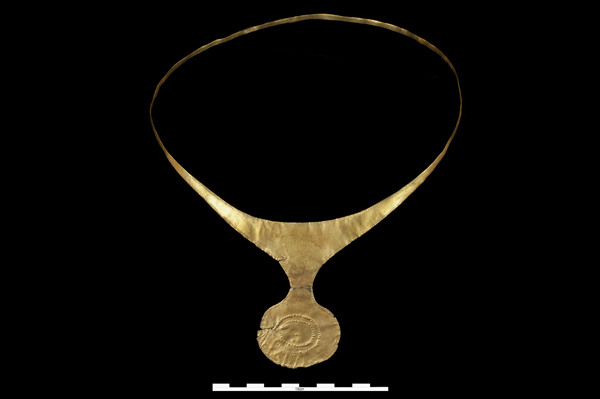
Diadème de Caravaca de la Cruz. Culture d'El Argar, vers 1500

- 2200-1550/1450 av. J.-C. : culture d’El Argar en Espagne[67]. El Argar est l’un des premiers sites du Bronze ancien, où se pratique la métallurgie de l’or, de l’argent et du cuivre, supplanté progressivement par le bronze. Les armes sont des poignards qui s’allongent pour devenir des glaives, des hallebardes très en vogue au bronze ancien. Des contacts sont attestés avec la Méditerranée orientale (Égée et Égypte) et la côte Atlantique. À El Argar, le développement de la métallurgie crée une nouvelle division du travail, bouleversant l’organisation sociale et les mœurs funéraires. Les sépultures individuelles (dans des jarres comme en Anatolie) remplacent les grandes « tholos » collectives. Les déesses-mères disparaissent.
- 2200-1600 av. J.-C.[68] : la culture de la Polada en Italie du nord d’influence unéticienne succède à la culture  de Remedello et à la successive culture campaniforme. Elle contrôle le commerce de l’Adriatique vers les cols alpins. La conservation dans les tourbières (Polada, Barche di Solferino, Lavagnone) d’objets en bois révèle l’évolution technique des roues qui pleines, sont d’abord évidées par deux enlèvements en croissant puis assemblées en plusieurs pièces avec jantes et rayons grâce aux progrès de la métallurgie.

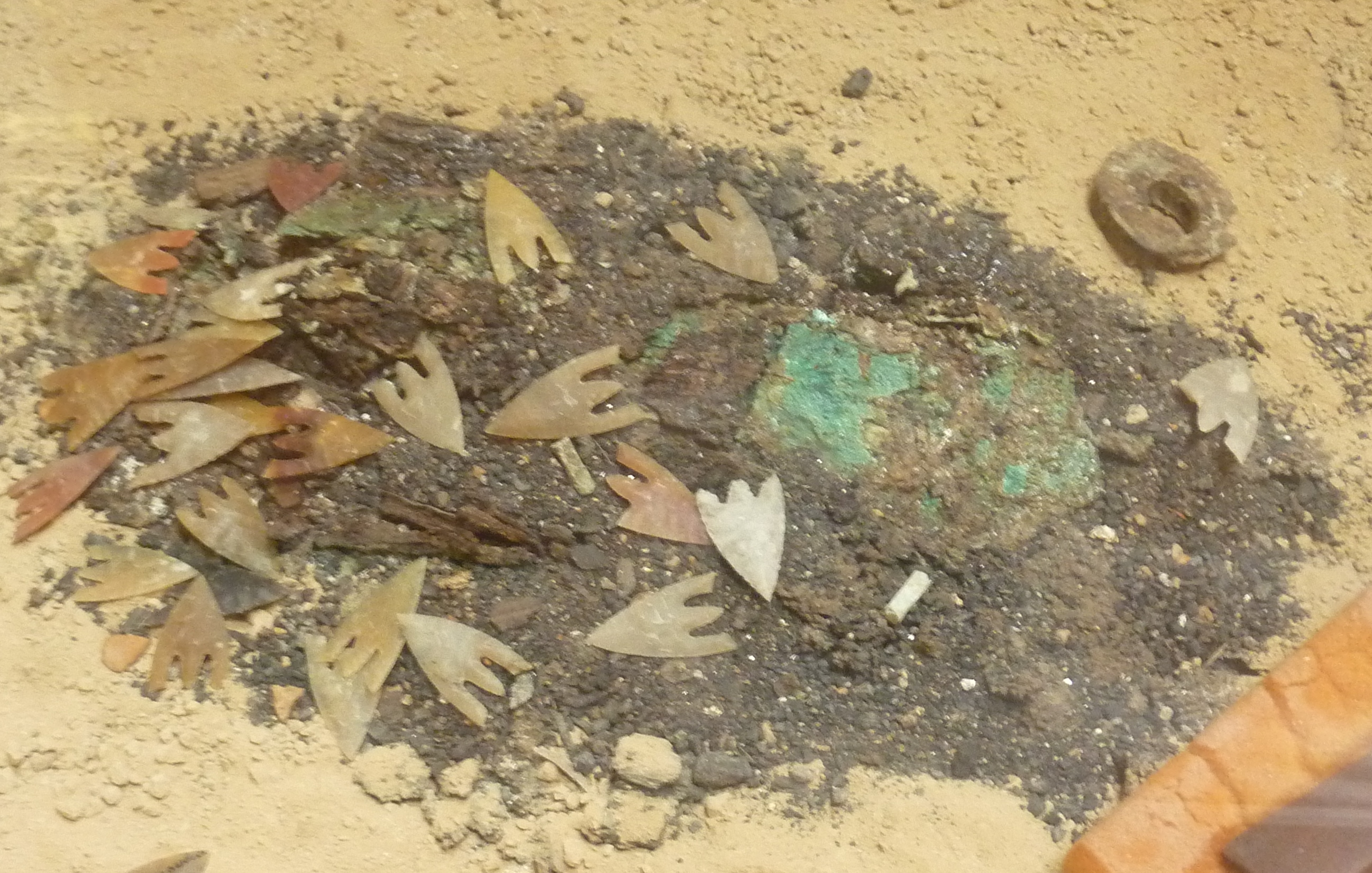
Pointes de flèche trouvées dans le tumulus de Kernonen en Plouvorn (Musée de la Préhistoire finistérienne, Penmarc'h.)

- 2150-1350 av. J.-C. : civilisation des tumulus armoricains du Bronze ancien (2150-1600 av. J.-C.) au Bronze moyen (1600-1350 av. J.-C.)[69]. Les tombes individuelles se répandent et deviennent en Armorique d’imposants tumulus de 6 à 8 mètres de haut et 30 de diamètre indiquant la domination du défunt sur le territoire environnant.

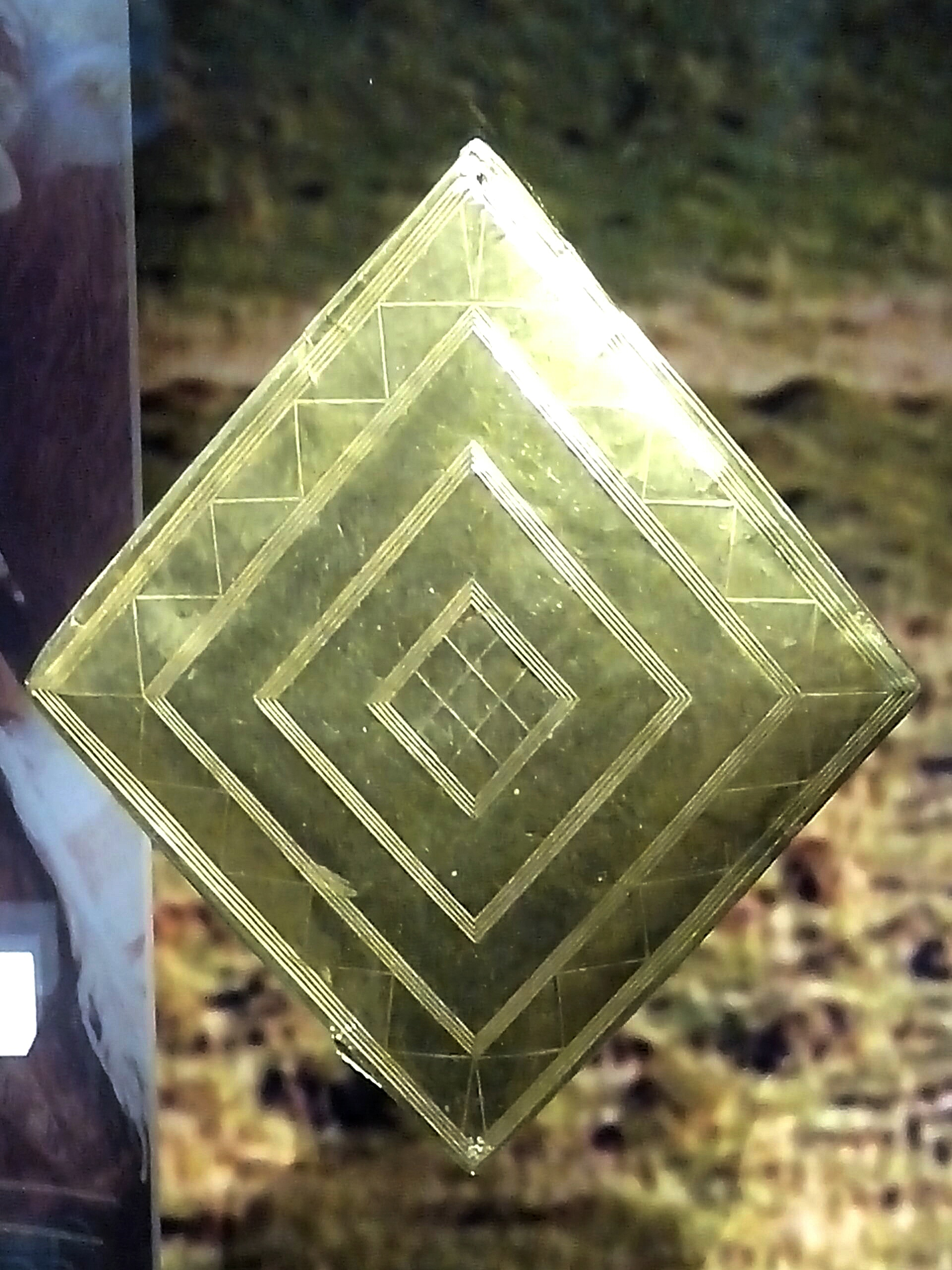
Pectoral d'or en losange découvert en 1808 dans le tumulus de Bush Barrow près de Stonehenge, riche tombe aristocratique de la culture du Wessex, vers 2000

- 2000-1400 av. J.-C. : culture du Wessex en Grande-Bretagne[70]. Elle résulte de la fusion d’importants groupes campaniformes (Beakers) et de nouveaux arrivants qui les dominent ou les colonisent, attirés par les gisements de cuivre et d’étain de la Cornouaille. Vers 2000-1100 av. J.-C., construction de la phase de l'âge du bronze de la structure en pierres dressées de Stonehenge, site mégalithique dans l'actuel Wessex en Angleterre (Stonehenge III)[71].
- Vers 2000 av. J.-C. : arrivée des Indo-Européens dans les Balkans. Les cultures de Monteoru, Wietenberg, Tei et Costisa se développent en Roumanie à l'âge du bronze tandis que la culture Noua marque la transition vers l'âge du fer[72]. Le nom de Thraces, mentionné dans l’Iliade d’Homère (Traki), désigne la population occupant le territoire entre les Carpates et la mer Égée avec ses îles ainsi qu’une partie du nord-ouest de l’Asie Mineure, constituée de nombreuses tribus (Gètes, Triballes au nord et Odryses au sud). Ils viennent de la steppe pontique ou d'Europe du Nord-Est (culture de la céramique cordée).

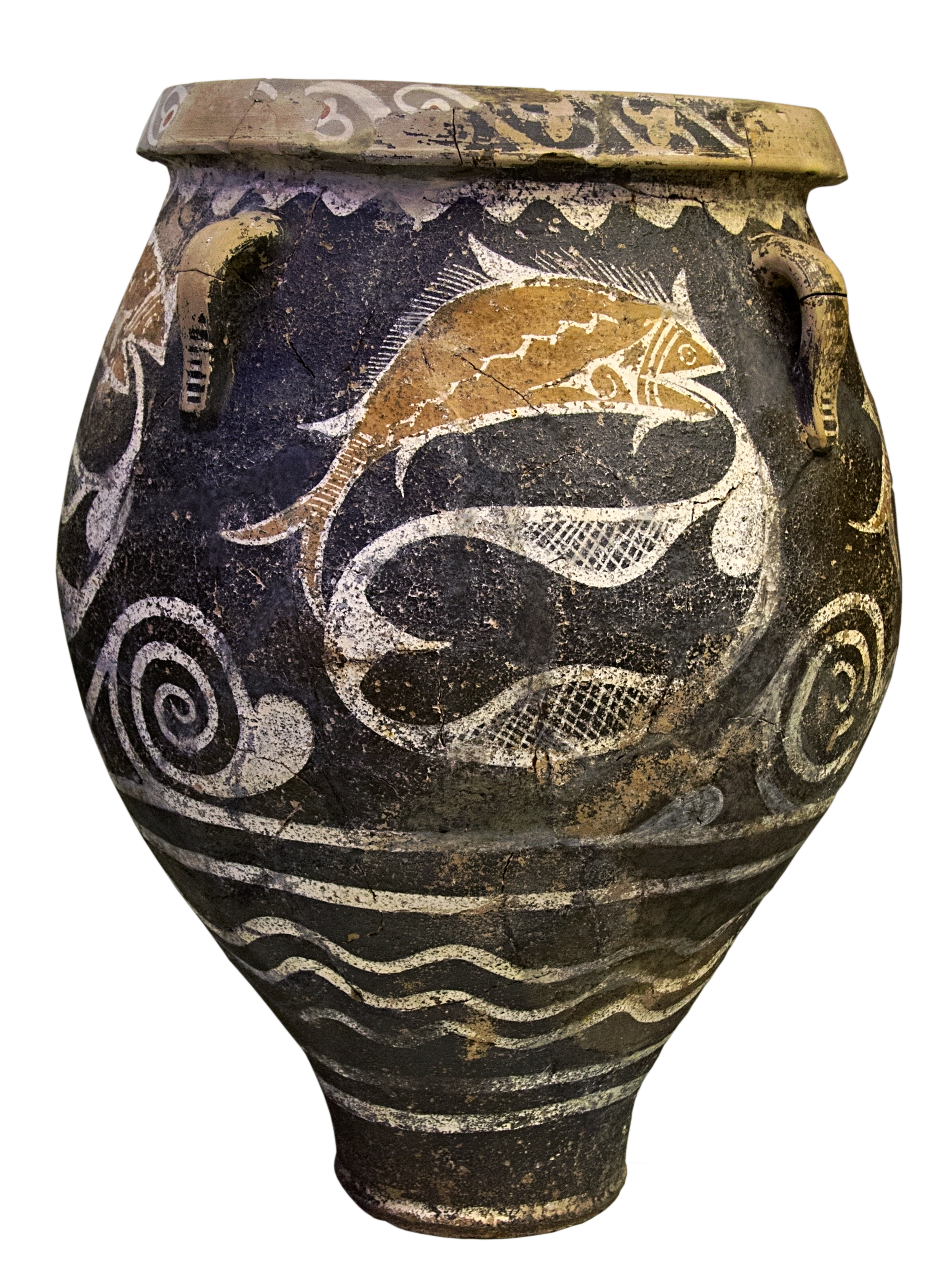
Céramique polychrome du style de Kamarès, Phaistos, vers 1800-1700

- 2000-1600 av. J.-C. : âge du bronze moyen en Grèce. Construction des premiers palais minoens en Crète[73]. Helladique moyen en Grèce continentale ; des populations indo-européennes, probablement proto-helléniques, venues par petits groupes du Nord ou du Nord-est vers la péninsule balkanique et l’Asie mineure, absorbent les populations locales. Selon certains historiens (George Mylonas, Martin Persson Nilsson, Pierre Lévêque) la Grèce aurait subi une première invasion, celle des Ioniens, vers 2000 av. J.-C., suivie par une seconde vers 1600 av. J.-C., celle des Achéens[74].
- 2000-1500 av. J.-C. : la civilisation du Rhône se développe en Suisse (Valais, Léman) et dans le couloir rhodanien, puis vers la vallée de la Saône et le Sud de la France[75]. Elle doit sa prospérité au commerce entre la Méditerranée et l’Allemagne du sud (échange d’objets en bronze contre des coquillages). Les rhodaniens créent un centre de métallurgie original, assimilant et développant les techniques d’Unétice (haches-ciseaux, haches-spatules, épingles aux formes originales, etc.).

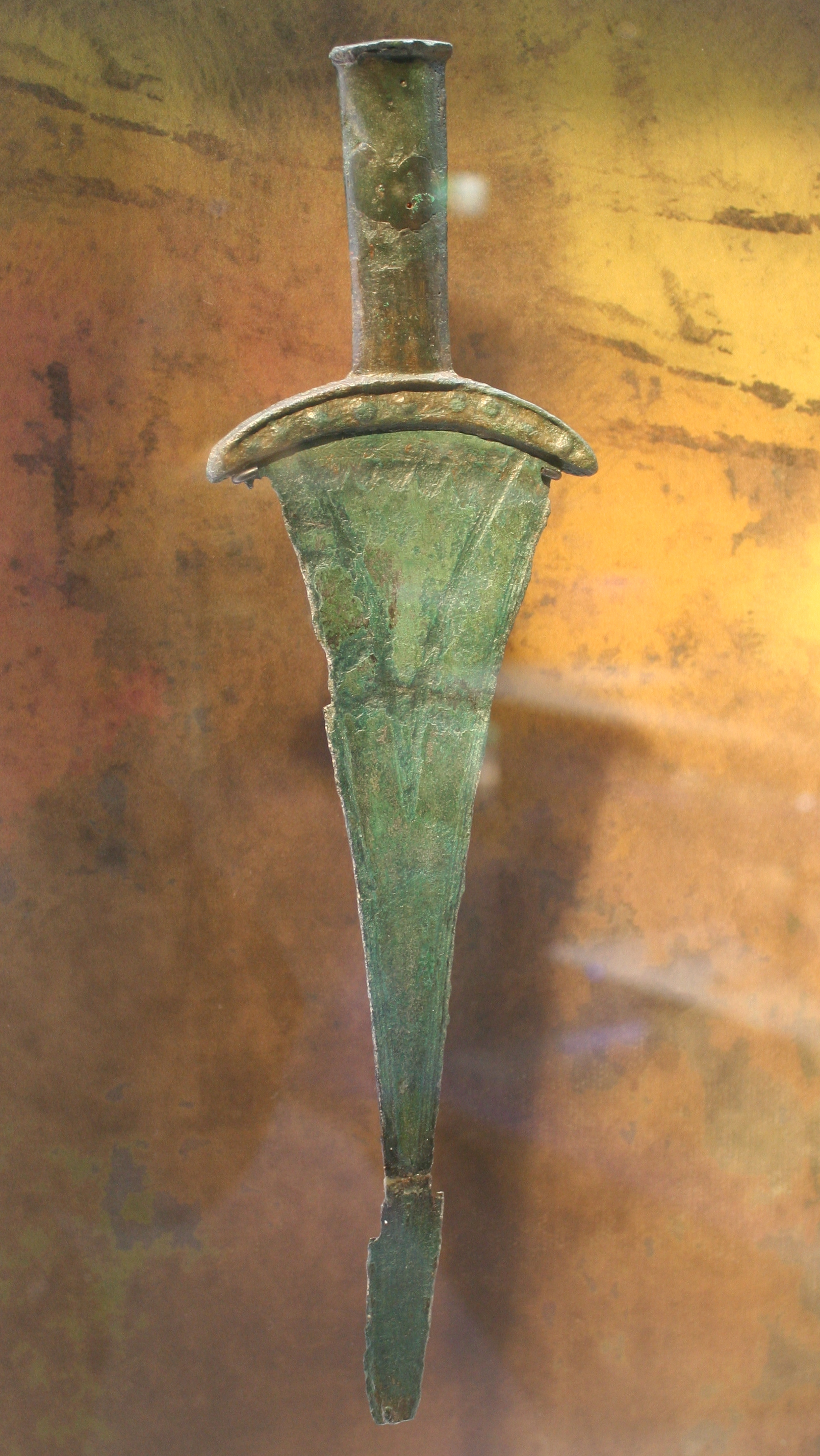
Poignard triangulaire caractéristique de la culture d’Unétice, musée national d’archéologie de Chemnitz

- 1900-1400 av. J.-C.[76] : culture d’Unétice en Bohême, Bavière, Allemagne, Pologne et Moravie. Unétice est le centre principal des débuts du Bronze ancien en Europe[77]. Il s’y crée les premières productions originales du monde barbare (haches à rebords, poignards triangulaires, épingles, torques), qui seront largement diffusés en Europe occidentale. Le site d’Unétice doit son importance au contrôle des gisements de cuivre (Alpes et Balkans), d’étain (Bohême) et d’or et de celui des voies commerciales de l’ambre de la mer Baltique. Les contacts avec la Méditerranée sont certains (Mycènes, Égypte, Chypre). Le culte de la déesse-mère disparaît mais subsiste le symbole des cornes, lié au développement de l’élevage. L’art reste abstrait (décorations géométriques des armes et des poteries).
- 1900-1600 av. J.-C. : diffusion de l’ambre d’Europe du Nord vers la Méditerranée par les vallées de l’Elbe et de la Saale, puis du Danube et de l’Inn à l’Italie du Nord par le col du Brenner, attestée par la présence d’objets d’ambre (perles, écarteurs de collier) provenant de la mer Baltique dans les tombes royales à fosse de Mycènes vers 1600-1400 av. J.-C., commerce associé vraisemblablement à celui de l’étain. L’ambre se diffuse dès le Bronze ancien vers les Iles britanniques (culture du Wessex), en Europe centrale (culture d’Unétice)[78].

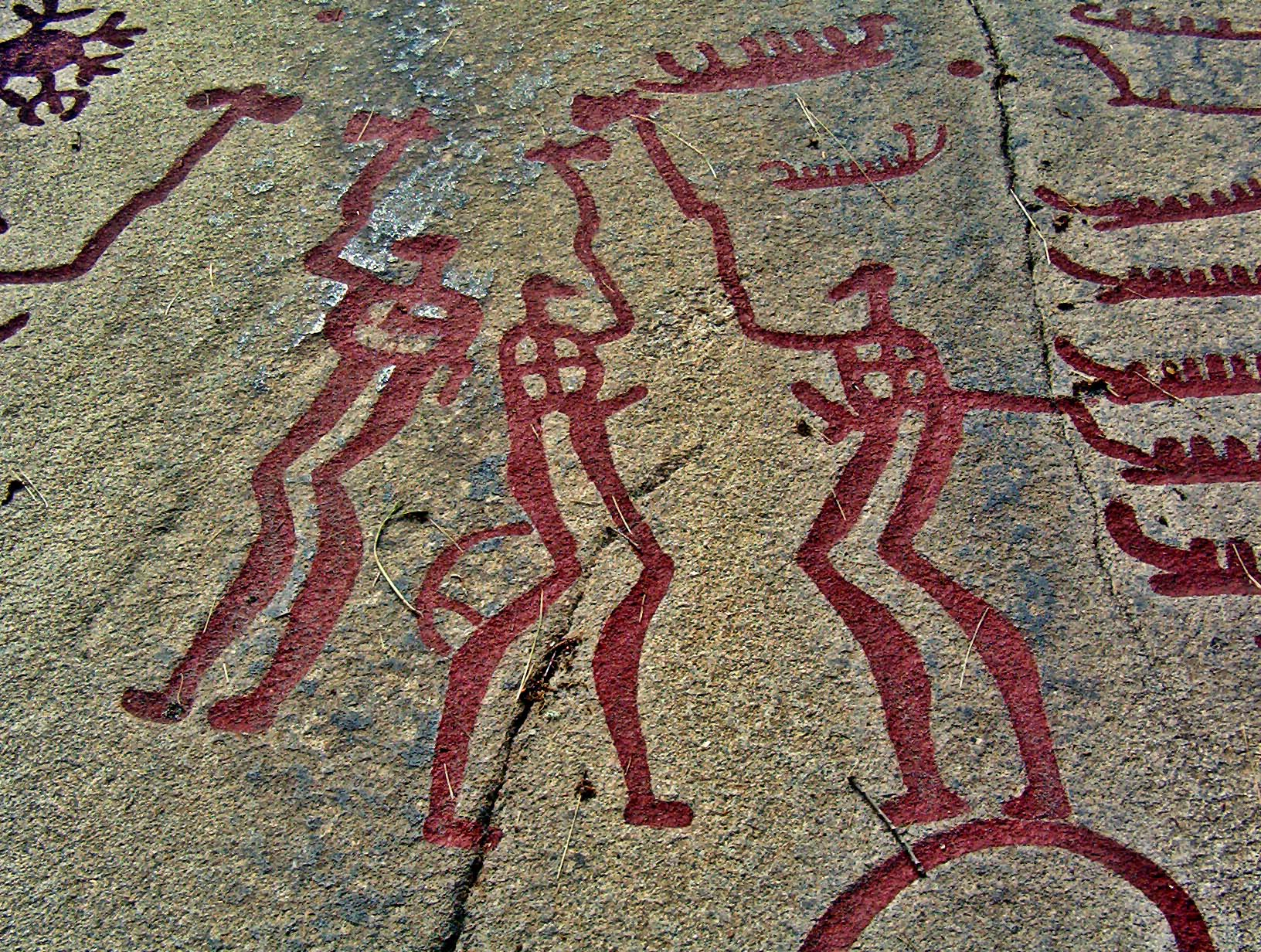
Gravures rupestres de Tanum.

- 1800-500 av. J.-C. : âge du bronze nordique, divisé en six périodes par Oscar Montelius[79]. La représentation sur les gravures rupestres et sur les objets de bronze de navires longs, mus par des rames, sans quille et à la poupe relevée, dès le milieu du IIe millénaire av. J.-C. témoigne de la pratique de la navigation en Scandinavie[80]. Le Char solaire de Trundholm, au Danemark, daté vers 1400-1300 av. J.-C., atteste d’un culte solaire[81]. Le cheval est introduit dans les motifs décoratifs vers 1400 av. J.-C., en particulier sur les manches des rasoirs de bronze[82]. La culture du seigle et de l’avoine se répand.
- 1800-1500 av. J.-C. : première phase de la culture nuragique en Sardaigne[83].
- Vers 1700-1500 av. J.-C. : les établissements fortifiés en Europe de l’Est et du Centre soulignent les pressions sociales et économiques croissantes. Le poste de Spišský Štvrtok, dans les Carpates possède un rempart de pierres appareillées de 4 m de haut et une porte à bastion (vers 1700-1500 av. J.-C.[84]). Des individus massacrés ont été découverts dans les forteresses de Blučina et de Velim en Moravie à la fin de l’âge du Bronze[85].

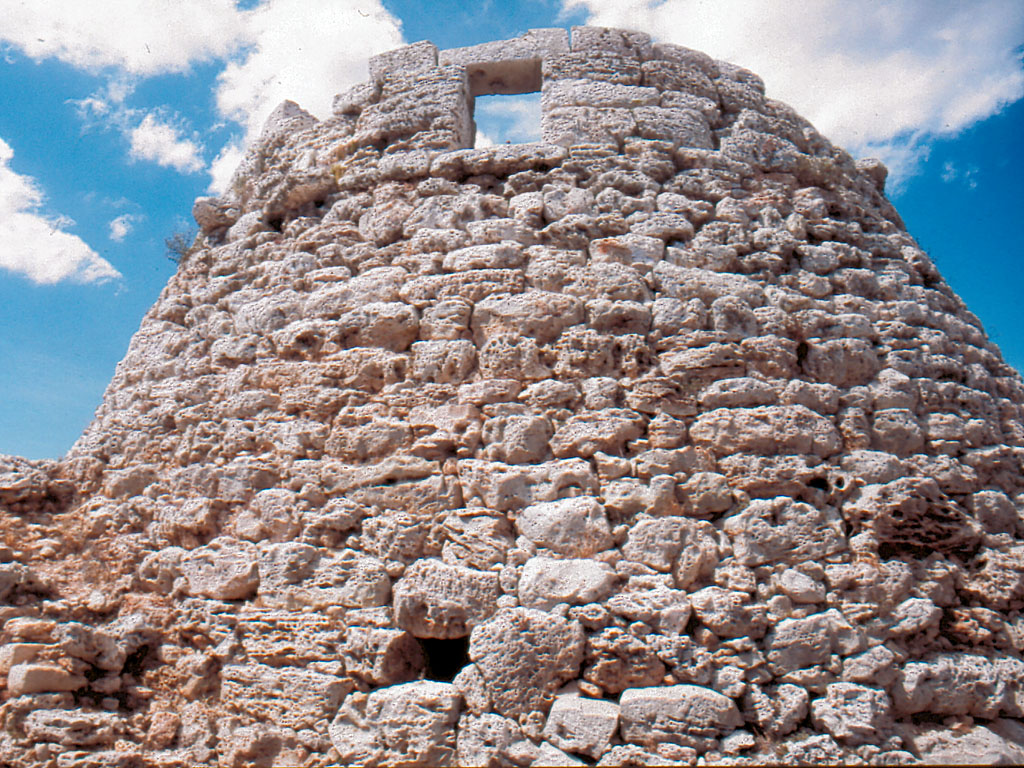
Talayot de Torellonet Vell, Minorque.

- Vers 1700-800 av. J.-C. : culture talayotique dans les Baléares. Les talayots sont des tours de guet fortifiées, au rôle à la fois défensif, funéraire et religieux, qui dominent les villages entourés de murs cyclopéens. Les navetas, sépultures talayotiques construites en gros appareil ont l’allure de coques de navires renversées, les taulas sont d’énormes piliers rectangulaires pouvant atteindre 4 m de haut et 2,7 m de large sur lesquels repose une table horizontale. Leur rôle, certainement cultuel n’est pas déterminé. Le nombre et la taille des établissements suggère une augmentation importante de la population pendant la période[86].

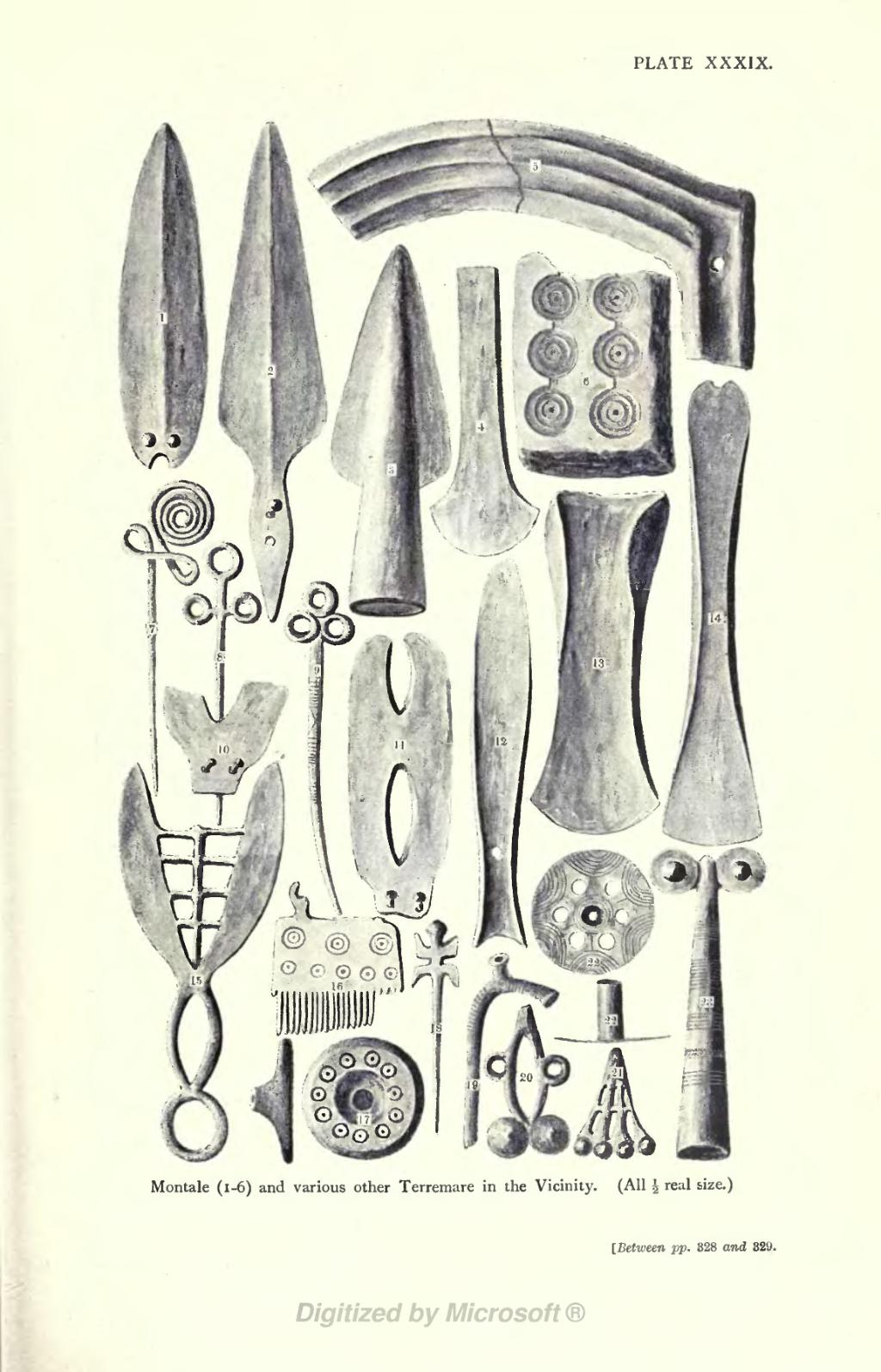
Divers objets découvert dans un terramare.

- 1650-1150 av. J.-C. : culture des Terramares (buttes de terres noires, résultat de la reconstruction des villages aux mêmes endroits) en Italie du Nord (Émilie, sud de la Lombardie, nord-ouest de la Vénétie). Ces villages témoignent d’une forte expansion démographique à partir de 1450 av. J.-C. et s’inscrivent dans des terroirs où un système de digues et de canaux capte l’eau (rivières naturelles ou puits) et la redistribue vers les zones agricoles. Ils sont abandonnés brusquement vers 1150 av. J.-C., à la suite, semble-t-il, de l’assèchement du climat qui marque la fin de l’âge du bronze[87]. La densité des sites suggère un apport de populations nouvelles, qui seraient venues d’Europe centrale, ce que semble confirmer des poteries et des outils en métal et en os, dont des mors de chevaux, retrouvés sur les sites, et on a pensé dès le XIXe siècle qu’il s’agirait des premiers indo-européens établis dans la péninsule[88]. Pasteurs et cultivateurs, ils développent vite une métallurgie originale (poignards, épées, rasoirs, fibules) et construisent des digues pour se protéger des inondations. Cantonnée dans la plaine du Pô elle connaît un rayonnement exceptionnel grâce au commerce du bronze avec le sud.

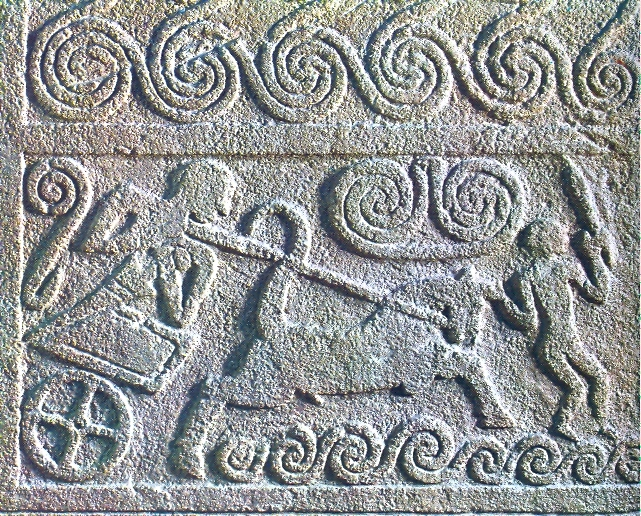
Stèle représentant une scène de chasse, avec un char léger et deux hommes, l'un tenant une arme. Cercle A des tombes de Mycènes, vers 1600 Musée national archéologique d'Athènes.

- 1650-1180 av. J.-C. : civilisation mycénienne en Grèce (Bronze récent[73]). Elle atteint son apogée vers 1400-1200 av. J.-C. avec la construction des palais mycéniens, avant de s’éteindre brutalement et de laisser place aux « siècles obscurs ». Elle est composée d’un réseau de cités-États (Argos, Mycènes, Tirynthe, Thèbes, Pylos, Midéa...) qui entretiennent des relations commerciales régulières ainsi que des raids de piraterie autour de la mer Égée et la rive sud de la Méditerranée, ce qui permet l’enrichissement rapide d’une aristocratie guerrière et expansionniste. Les palais, centrés sur un mégaron entouré d’appartements et de pièces de stockage, sont entourés de murailles cyclopéennes ; des chambres destinées au culte de divinités féminines s’appuient sur l’intérieur des murs. Les palais sont dotés d’adduction d’eau (barrage de Tirynthe), des ponts et des routes permettent d’y accéder. Ils sont décorés de fresques et de sculptures (porte des Lionnes à Mycènes). Les guerriers et les princes sont inhumés dans des tombes à chambre creusées dans le roc, ou des tholoi à encorbellement (trésor d'Atrée à Mycènes). Un riche mobilier funéraire accompagne les défunts : vaisselle et bijoux d’or et d’argent, armes de bronze, ambre de la baltique, pierres fines, faïence). Les tablettes en argile inscrites de caractères en linéaire B cuites par l'incendie des palais de Cnossos, Pylos, Mycènes, Thèbes et Tirynthe nous renseignent sur les activités économiques (collecte et redistribution), administratives, militaires et religieuses des palais ; ils sont dominés par la personnalité du wa-na-ka (wanax), sorte de roi, secondé par le ra-wa-ke-ta (lawagetas, commandant en chef chez Homère), qui sont les principaux propriétaires fonciers, entourés de dignitaires (te-re-ta), de militaires (he-qe-ta), de gouverneurs de province (ko-re-te et pro-ko-re-te) et des chefs des communautés villageoises (da-mo-ko-ro, première mention du mot grec dèmos, le peuple). Les palais exportent vers le monde Égéen de l’huile, du vin, des tissus de laine. On retrouve des céramiques mycéniennes en grandes quantités jusqu’en Sicile. Ils importent du cuivre de Chypre et de Sardaigne, de l’étain des îles Britanniques, des objets de luxe d’Égypte et du Proche-Orient[89].
- Vers 1600 av. J.-C. : destruction des premiers palais minoens en Crète. Période néopalatiale, apogée de la civilisation minoenne[73].

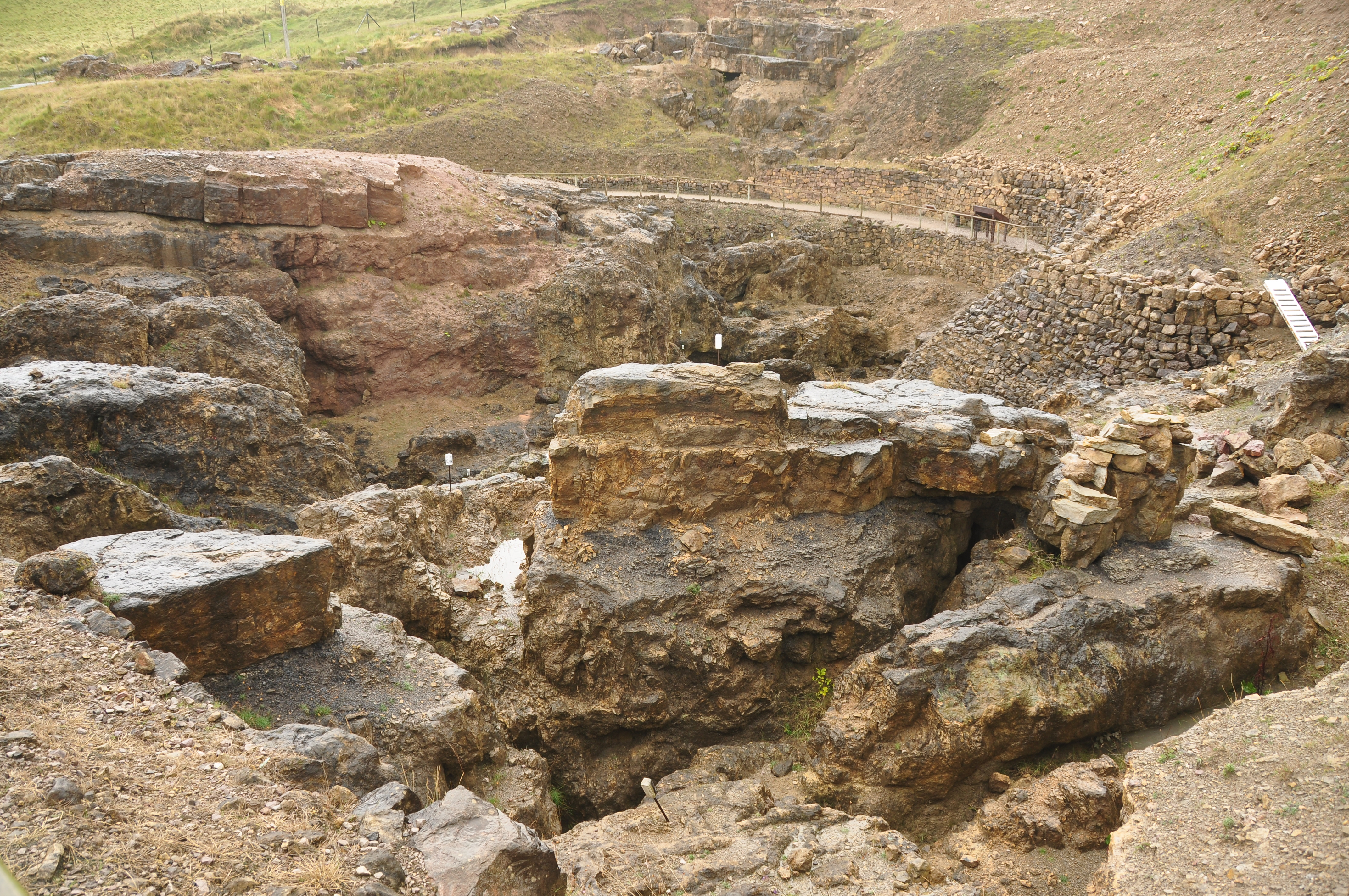
Les mines de cuivre de Great Orme's Head, dans le Nord du pays de Galles.

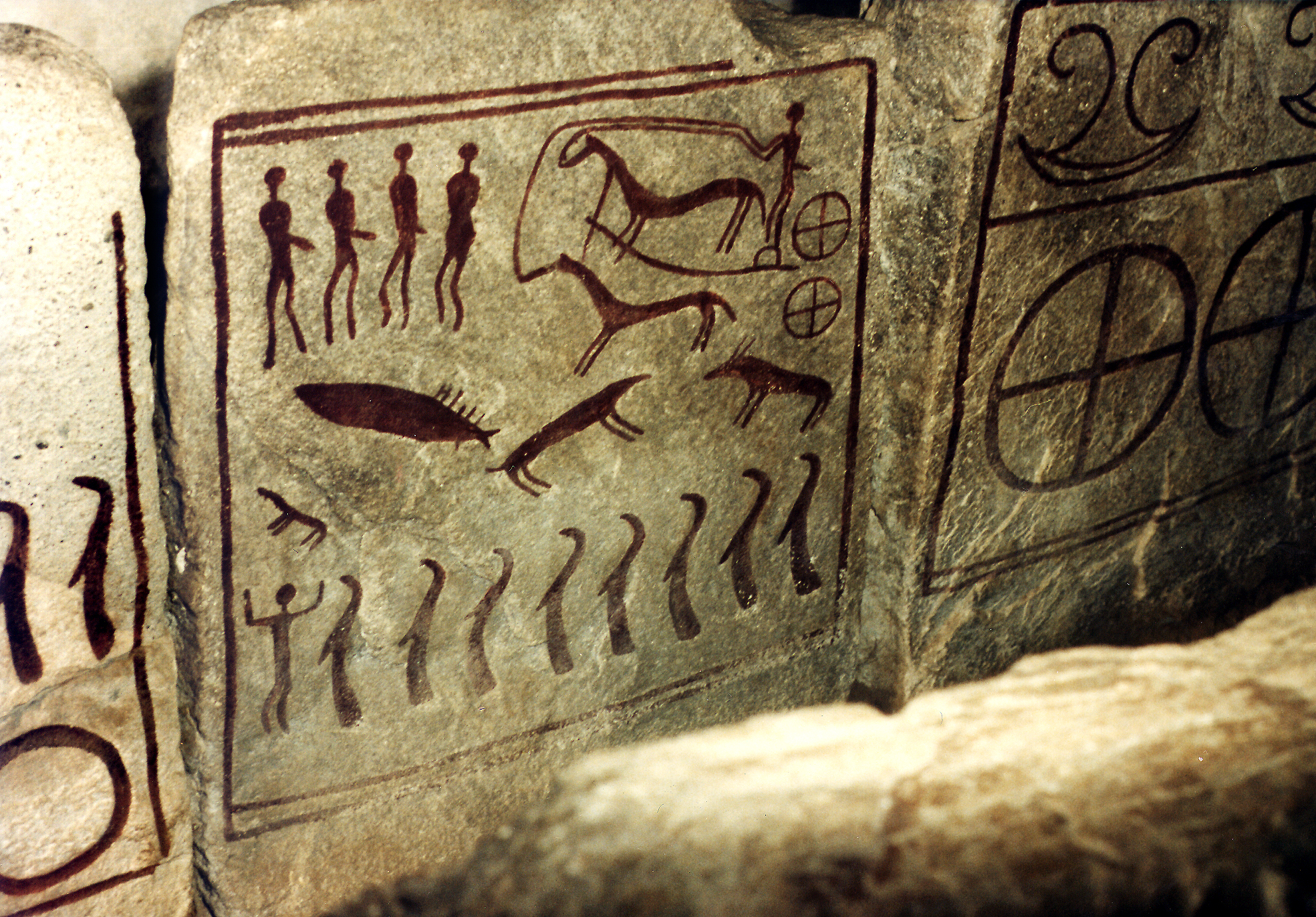
Stèles de la tombe de Kivik.

- 1600-1300 av. J.-C. : bronze moyen en Europe occidentale. Dépression climatique de Löbben repérée dans les glaciers autrichiens. Repli et différentiation des cultures régionales[90]. Les sociétés se complexifient et se hiérarchisent, des chefferies apparaissent. La puissance des élites s’appuie sur le contrôle des échanges à longue distance et la production de certaines ressources (métaux, ambre, sel, produits agricoles), facilités par la mise en place d’infrastructures (mines, terroirs agricoles, chemins carrossables, etc.) tel les mines de cuivre de Great Orme’s Head, dans le Nord du pays de Galles, celles d’El Aramo et El Milagro aux Asturies et de La Profunda en León, les parcelles agricoles de l’ouest de la France, d’Irlande, du sud de l’Angleterre (parcellaires des landes du Dartmoor) et du Benelux, les voies utilisées par des chariots tirés par des bœufs (roues pleines retrouvées à Glum près d’Oldenbourg dans le Nord de l’Allemagne) puis vers 1200-1000  av. J.-C. des chars de guerre à deux roues à rayon tirés par des chevaux (stèles de la tombe de Kivik, en Suède). Le transport maritime prend de l’importance, en Manche (épave de Douvres, vestiges sous-marins interprétés comme un site de naufrage à Moor Sand près de Salcombe, dans le Devon, à Sotteville-lès-Rouen), Mer du Nord (bateaux de Ferriby) et Méditerranée (bronzes du dépôt de Huelva, en Espagne). Une économie marchande se manifeste avec la mise en place de moyens de pesée (poids, fléau de balance) et d’échange (haches de cuivre produites en série et thésaurisées)[91].
- Vers 1600-1200 av. J.-C. : culture de Trzciniec entre l’Oder la Vistule et le Dniepr moyen et culture de Komarov (vers 1500-1200 av. J.-C.) sur le Dniepr moyen, étroitement liées. Elles sont généralement affectées à une phase de l'évolution des protoslaves ou des Thraces[92].
- Vers 1600 av. J.-C. : disque céleste de Nebra, appartenant à la culture d’Unétice, la plus ancienne représentation de la voûte céleste connue[81].
- Vers 1550-1050 av. J.-C. : la culture apenninique se développe dans le centre et le sud de l’Italie, produisant essentiellement des poteries remarquables par leurs décors. La civilisation apenninique est une culture de pasteurs semi-nomades pratiquant des razzias sur les cultivateurs et les éleveurs des plaines[93]. Ils habitent des cabanes ou des cavernes, inhument leurs morts dans des tombes en forme de dolmens, travaillent le bronze et fabriquent à la main une poterie à fond noir décorée de motifs en dents de scie. On a retrouvé des vestiges de cette civilisation de l’Émilie aux Pouilles.
- Vers 1500 av. J.-C. : séparation supposée des langues finno-ougriennes en Sibérie occidentale en ougrien (hongrois, vogoul, ostiak, hongrois de l'Ob) et en finno-permien[94].
- 1500-1200 av. J.-C. : phase archaïque de la culture nuragique en Sardaigne (culture Bonnanaro)[83]. Elle produit de grandes statues de pierre en ronde bosse et des sculptures en bronze (cire perdue) figurant des personnages de la société sarde (guerriers coiffés de casques à cornes, bergers, personnage important...)[95].
- 1450 av. J.-C. : destruction des seconds palais minoens et début de l'absorption de la civilisation minoenne par les Mycéniens en Crète[73].
- Vers 1450-1250 av. J.-C. : la culture des tumulus, caractérisée par la pratique de l'inhumation du corps des défunts se développe en Europe centrale à la période du bronze moyen[96].

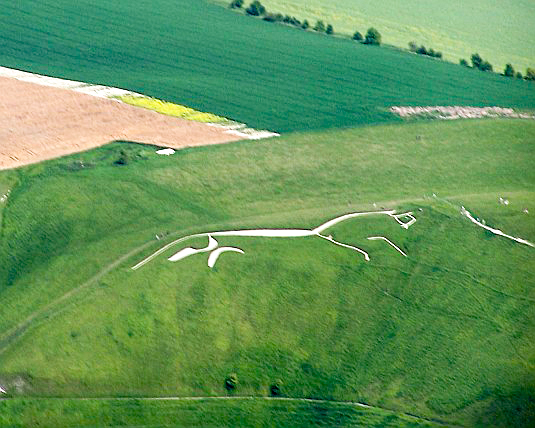
Cheval blanc d'Uffington.

- Vers 1380–550 av. J.-C. : cheval blanc d'Uffington, taillé à flanc de coteaux dans la craie de l’Oxfordshire par les hommes de l’âge du bronze[97].
- XIVe siècle av. J.-C.-XIIe siècle av. J.-C. : complexe culturel Sabatinovka (est du Prout), Noua (Moldavie et Transylvanie), et Coslogeni (est de la Munténie) en Roumanie au Bronze final. Les peuples Noua, apparentés aux Sabatinovka (kourganes) entre le Prout et le Dniepr), sont des éleveurs de bovins semi-nomades à poterie grossière. Ils mettent fin brutalement au groupe Otomani-Monteoru de Transylvanie et avancent vers le sud à travers la Bulgarie de 1350 à 1200 av. J.-C. (groupe Zimnicea-Plovdiv). Leur présence semble prouver qu’un important afflux de populations a eu lieu d’est en ouest jusqu’aux Carpates et à la Thrace. Des troubles ont dû accompagner la rencontre de ces groupes avec les peuples du début du bronze tardif en Transylvanie et en Hongrie[98].

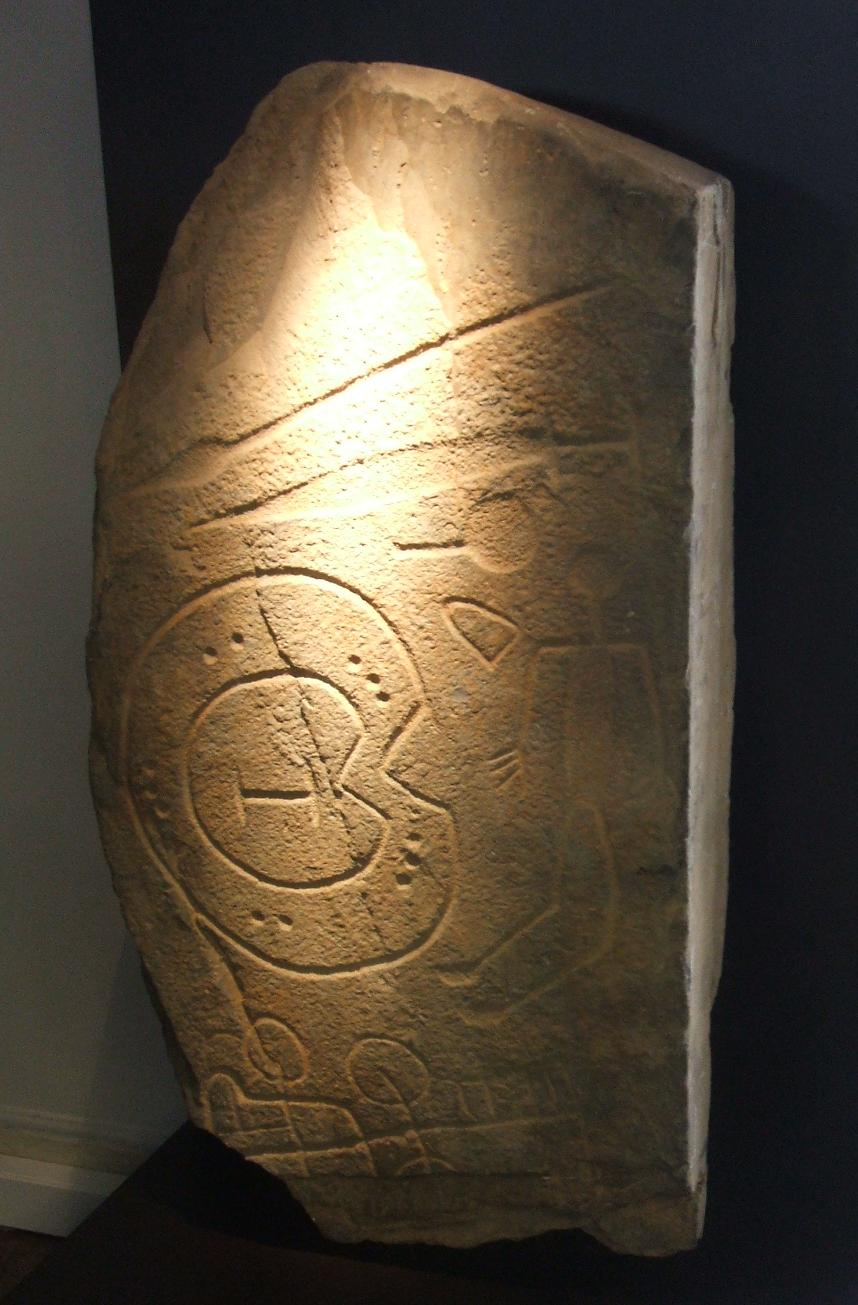
Stèle du guerrier de Solana de Cabañas, Cáceres, Espagne, représentant un char de guerre.

- 1300-800 av. J.-C. : bronze final en Europe occidentale[90]. Période de tensions entre communautés (vers 1250-1150 av. J.-C.) qui coïncide avec l’effondrement des civilisations de la Méditerranée orientale (civilisation mycénienne) et du Proche-Orient : bataille de la Tollense en Allemagne, charniers de Nord-Trøndelag en Norvège et de Tormarton en Grande-Bretagne. L’armement devient plus sophistiqué (casques, armures, cnémides, boucliers, épées, lances, chars de guerre à deux roues...) avec des particularités régionales (casques à crête à l’ouest de l’Europe, casques coniques à l’est, casques à cornes au Danemark). Le site archéologique de Must Farm, près de Peterborough en Angleterre, incendié vers 1000 av. J.-C., livre des maisons circulaires en bois remarquablement conservées. Les habitats dispersés ont tendance à se regrouper pour former des villages fortifiés (Malleville-sur-le-Bec en Normandie, Cortaillod-Est en Suisse, Senftenberg en Brandebourg), les sites de hauteur et de confluence sont investis et fortifiés entre 1000 et 800 (culture des castros dans le Nord-Ouest de la péninsule Ibérique, culture lusacienne de l’Allemagne à la Bohême)[99].
- Vers 1350-850 av. J.-C. : la Culture des champs d'urnes, caractérisée par de vastes cimetières abritant les urnes avec les cendres des défunts et des offrandes, marque le Bronze final en Europe occidentale[96]. Début d’un mouvement général vers l’ouest d’influences culturelles venues d'Allemagne du Sud, d'Autriche et de Bohême, foyers du monde celtique. La culture protocelte des « champs d’urnes » s’étend progressivement jusqu’en Espagne. Les épées à manches massifs des tumulus sont remplacées par des rapières étroites prolongées d’une languette sur laquelle des plaquettes d’os ou de bois sont fixés par des rivets. Les épingles s’ornent parfois d’un vase miniature ou de têtes de pavot, la céramique et les parures se renouvellent. Les oppida se développent. L’extraction de métaux augmente et les objets de bronze se démocratisent. Sur le littoral atlantique et adriatique apparaissent des traces d’extraction et de commerce du sel.

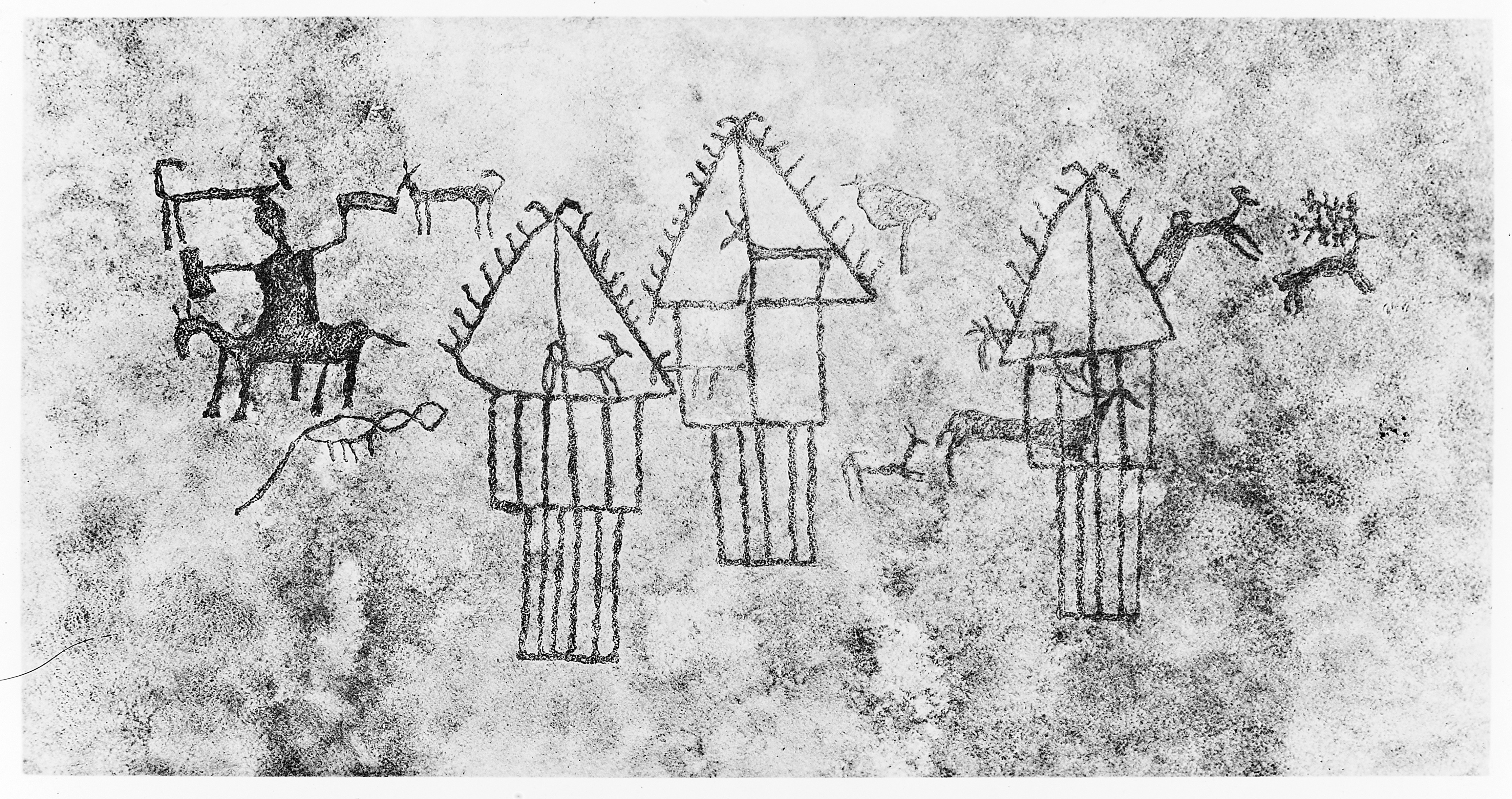
Gravures rupestres de l'âge du fer au Valcamonica.

- 1200-750 av. J.-C. : siècles obscurs en Grèce. Le monde grec est politiquement divisé en petites communautés autonomes se faisant régulièrement la guerre. Ces entités politiques sont gouvernées par des rois (basileus), dont le pouvoir est beaucoup plus restreint que celui du wanax mycénien[100]. L'Iliade d'Homère fait écho à la société grecque de cette époque.
- Vers 1200-16 av. J.-C. : période IV de la phase camunienne des gravures rupestres du Val Camonica, dans la province de Brescia, dans le Nord de l’Italie, correspondant au bronze final et à l’âge du fer. Le style iconographique est réaliste et narratif avec des scènes de la vie quotidienne et mythologique. Les figures masculines armées (boucliers, casques, épées, lances et haches) dominent. Sont représentés de nombreux instruments agricoles (charrues, houes, faucilles, pics), des bâtiments (huttes, granges, sanctuaires et temples), des activités artisanales (métallurgie, charronnerie). À l’âge du fer, les Camunni utilisent l’écriture et utilisent l’alphabet étrusque. Le « rocher de Bedolina », daté de l’âge du bronze et achevé pendant l’âge du fer avec les figures de huttes, constitue la plus ancienne carte topographique connue[101].
- 1200-900 av. J.-C. : phase moyenne de la culture nuragique en Sardaigne déterminée à Barumini[83] (Su Nuraxi).
- Vers 1100-1070 av. J.-C. : nouvelles destructions en Grèce sur les sites de Mycènes et de Tirynthe. Argos devient une puissance importante dans le monde grec et commence à dominer une grande partie du Péloponnèse.
- Vers 1050 av. J.-C. : début des migrations de colons grecs vers l'Asie mineure et Chypre, début de la céramique protogéométrique, abandon progressif des sépultures collectives (tombes à chambre et tholoi) au profit de sépultures individuelles, sauf en Thessalie[102],[103].
- Vers 1025-1000 av. J.-C. : arrivée du fer en Grèce.